# 衝角付冑

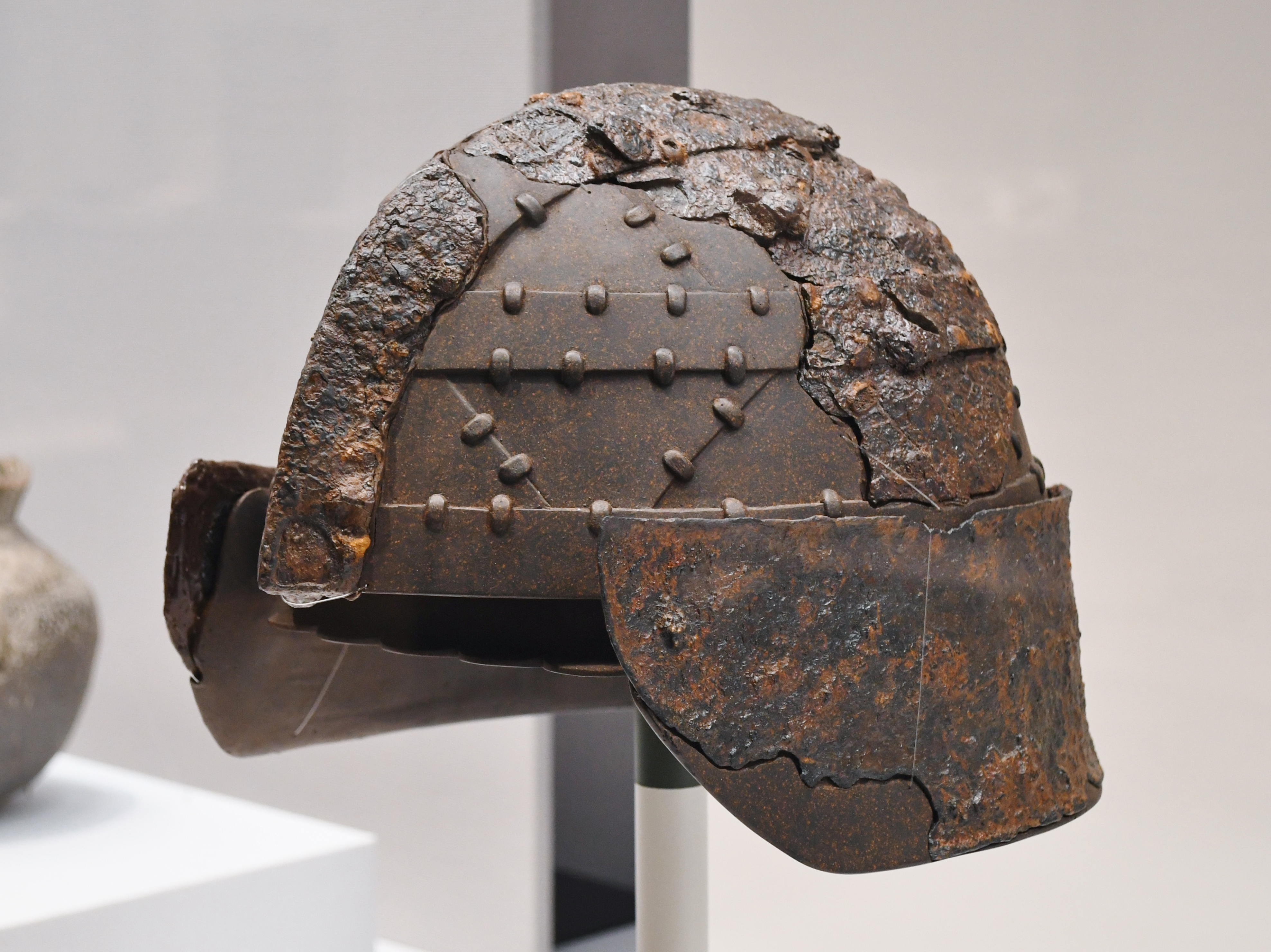
三角板革綴衝角付冑（京都府城陽市・久津川車塚古墳出土、東京国立博物館所蔵）

衝角付冑（しょうかくつきかぶと）は、日本の古墳時代中期に製作・使用された冑（兜）の一種。古墳の副葬品として出土する甲冑の中でも代表的なものの一つである。4世紀末から7世紀にかけて、板甲や小札甲と組み合わせて用いられた。

## 概要
「衝角付冑」の名は、冑本体（鉢）の形状が、正円の半球型ではなく、正面（前頭部）側が軍艦の舳先に付けられた「衝角」のように突き出していることに由来する。鉄製が一般的であるが、鉄を地金とした金銅張製のものもある。また大阪府堺市の百舌鳥古墳群に属する七観古墳では、鉢部が動物の革で作られたと見られる珍しい出土例がある。滋賀県近江八幡市の雪野山古墳（4世紀代）などに出土例のある「小札革綴冑」に入れ替わるように4世紀末（古墳時代中期初頭）ごろに出現した。

### 構造
- 鉢（はち）：背面（後頭部側）からU字形に湾曲させた帯状の鉄板2枚（腰巻板・胴巻板）を上下に並べて正面で合わせ、合わせ目の上に「伏板」と呼ばれる柄杓形の鉄板を取り付け、頭頂部から正面にかけてを覆う。そして腰巻板・胴巻板・伏板の間に、三角形または小札（こさね）と呼ばれる小鉄板、あるいは腰巻板などと同じ形状の帯状鉄板を内側から取り付ける（地板）ことで全体を構築する。頭頂部には、「三尾鉄（さんびてつ・みおがね）」と呼ばれる、３本の筒状突起が付いた小鉄板が取り付けられた例があり、山鳥の尾羽が付けられていたと考えられている。

- 錣（しころ）：後頭部や首周りを防御するため鉢の後頭部下部から垂らした帯状鉄板で、幅広の帯金1枚を取り付けるものや、２～４枚の帯金を重ねるもの、小鉄板（小札）を革紐で威して構成するものがある。

- 衝角底板（しょうかくそこいた）：衝角部分の突出により、頭部との間に出来る隙間を埋める鉄板で、頭部側には竪眉庇が接続する。

- 竪眉庇（たてまびさし）：衝角底板に接続する帯状の鉄板で、冑を装着した人物の額を覆い防御する。

### 製作技術
鉄板同士の接続は、この種の冑が出現する中期初頭（4世紀末）は、鉄板に開けた矧穴（はぎあな）に革紐を通して繋ぎ合わせる革綴（かわとじ）技法によって行われていたが、中期中葉（5世紀中頃）に鉄鋲による鋲留（びょうどめ）技法が導入されると急速に広まっていった。これらの製作技術や構造の時期的変化は、板甲（短甲）のそれと連動しており、古墳時代の鉄製甲冑は、冑・甲をセットとして、畿内政権の一元的な管理・統制の元に製作され、全国の古墳被葬者（首長）に配布されていたと考えられている。

## 種類
製作技術と構造に基づいて、大まかに下記のように分類されているが、細部の技術・構造的な差異や、通常の規格から逸脱した異形タイプも含むと、さらに細分することも可能である。
- 三角板革綴衝角付冑（さんかくいたかわとじしょうかくつきかぶと）：地板に三角形の鉄板を用い、革綴じ技法で製作されたもの。もっとも古い時期に出現した衝角付冑。
- 三角板鋲留衝角付冑（さんかくいたびょうどめしょうかくつきかぶと）：三角板の衝角付冑に鋲留技法が導入されたもの。
- 竪矧細板鋲留衝角付冑（たてはぎほそいたびょうどめしょうかくつきかぶと）：地板が三角形から、縦（竪）に細長い鉄板の矧ぎあわせに変化し、鋲留されたもの。
- 小札鋲留衝角付冑（こざねびょうどめしょうかくつきかぶと）：竪矧細板鋲留衝角付冑の細板が、より小さい鉄板（小札）の連続に切り替わったもの。
- 横矧板鋲留衝角付冑（よこはぎいたびょうどめしょうかくつきかぶと）：三角形板や細板・小札で構成されていた地板が、腰巻板・胴巻板と同じ横長の帯金に変化したもの。中期中葉以降に出現する。
- 竪矧広板鋲留衝角付冑（たてはぎひろいたびょうどめしょうかくつきかぶと）：地板が幅広で縦（竪）に長い鉄板の矧ぎ合わせに変化した、古墳時代後期に出現する衝角付冑。銅巻板の消滅、衝角部の突出具合の低下、前頭部の伏板が衝角部と頭頂部で別作りになるなど、構造・デザイン上の変化が大きく、飛鳥・奈良時代を経て、のちの星兜の系譜へと繋がっていく可能性が指摘されている[7]。なお、東京国立博物館所蔵の国宝・埴輪武装男子立像は、このタイプの衝角付冑を装着しているとみられる。

## ギャラリー

### 革綴衝角付冑

三角板革綴衝角付冑
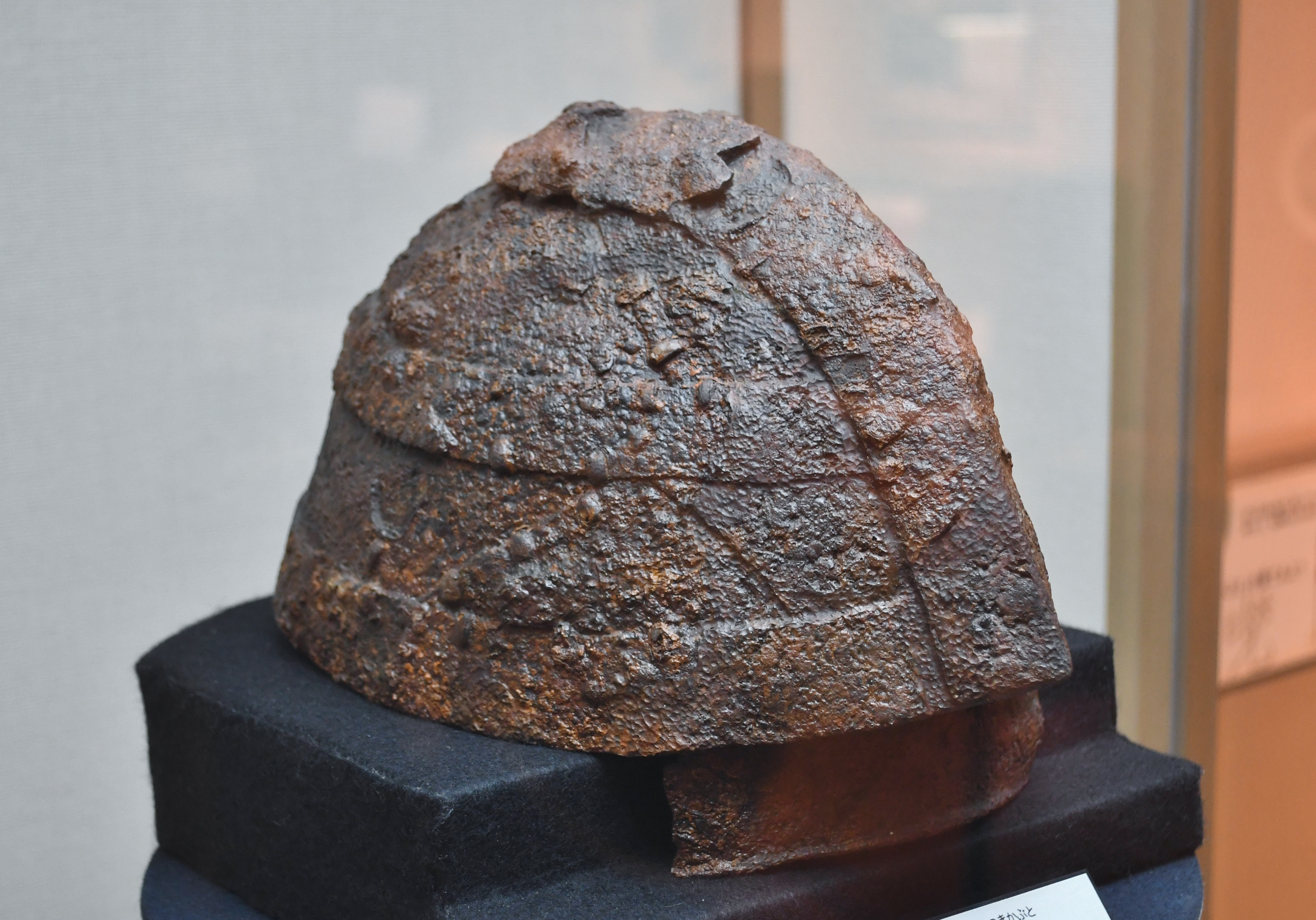
桜ヶ丘古墳 衝角付冑 長野県松本市。松本市立考古博物館展示。
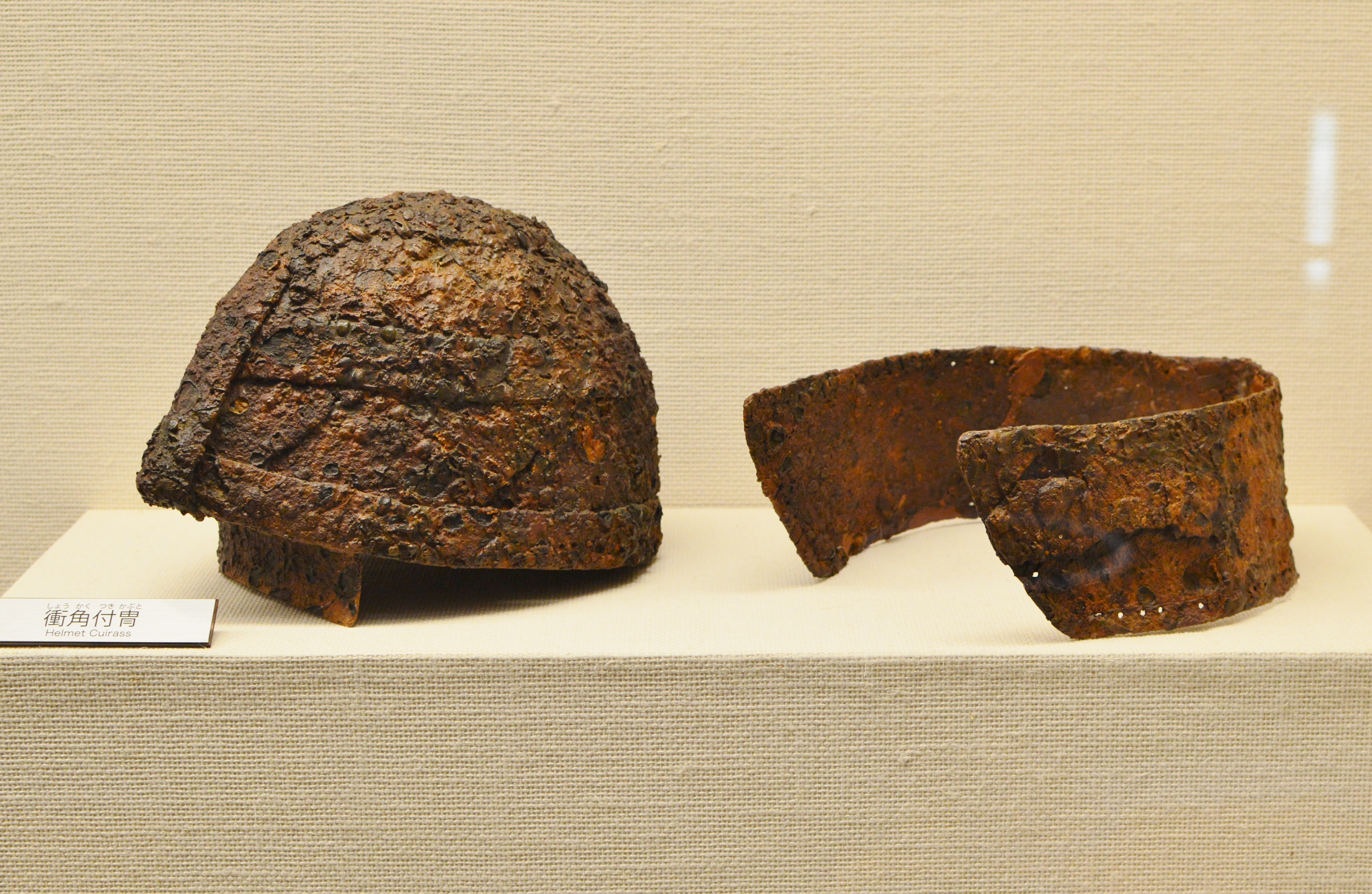
堂山1号墳 衝角付冑 大阪府大東市。大阪府立近つ飛鳥博物館展示。
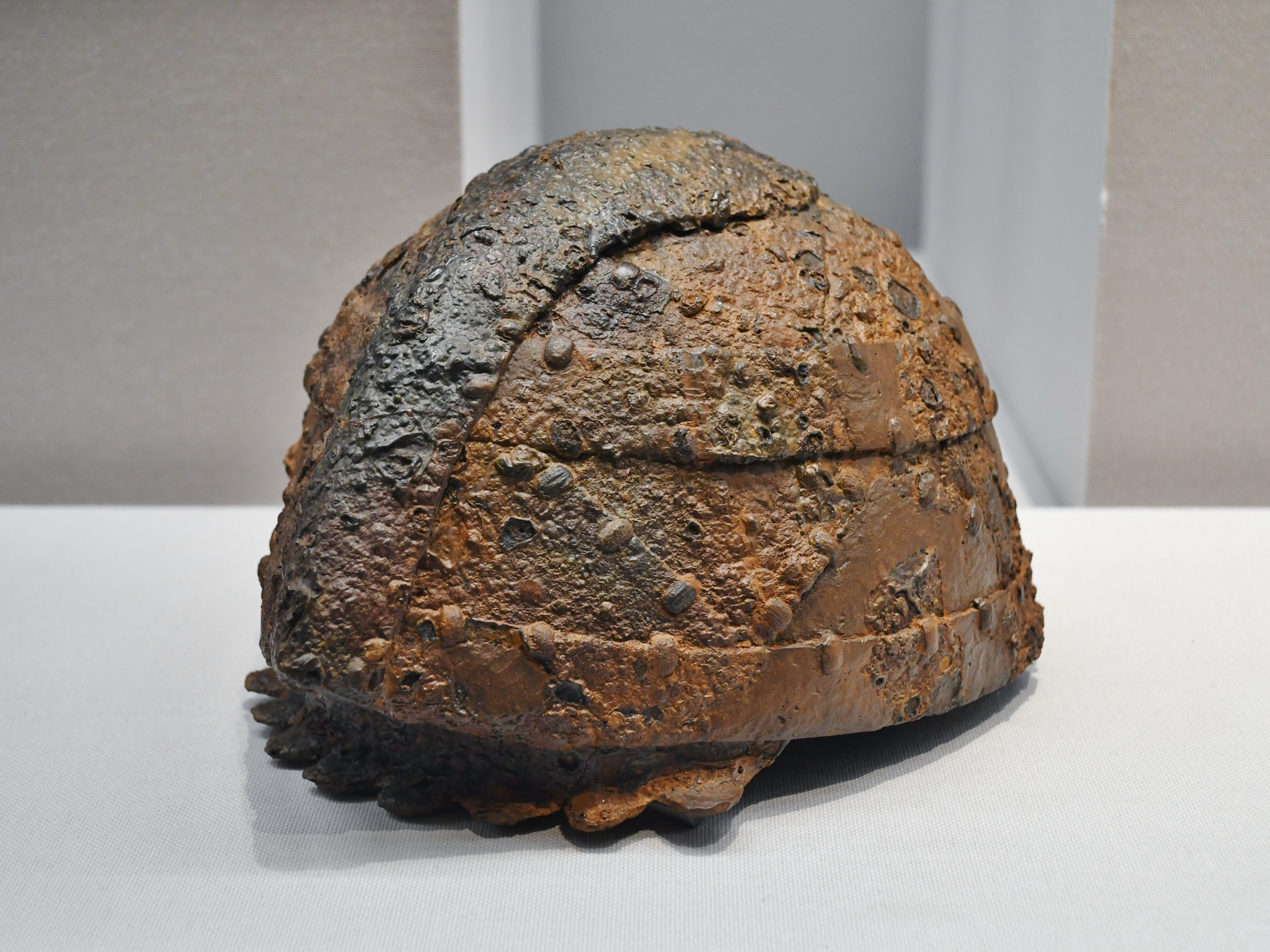
恵解山2号墳 衝角付冑 徳島県徳島市。東京国立博物館展示。
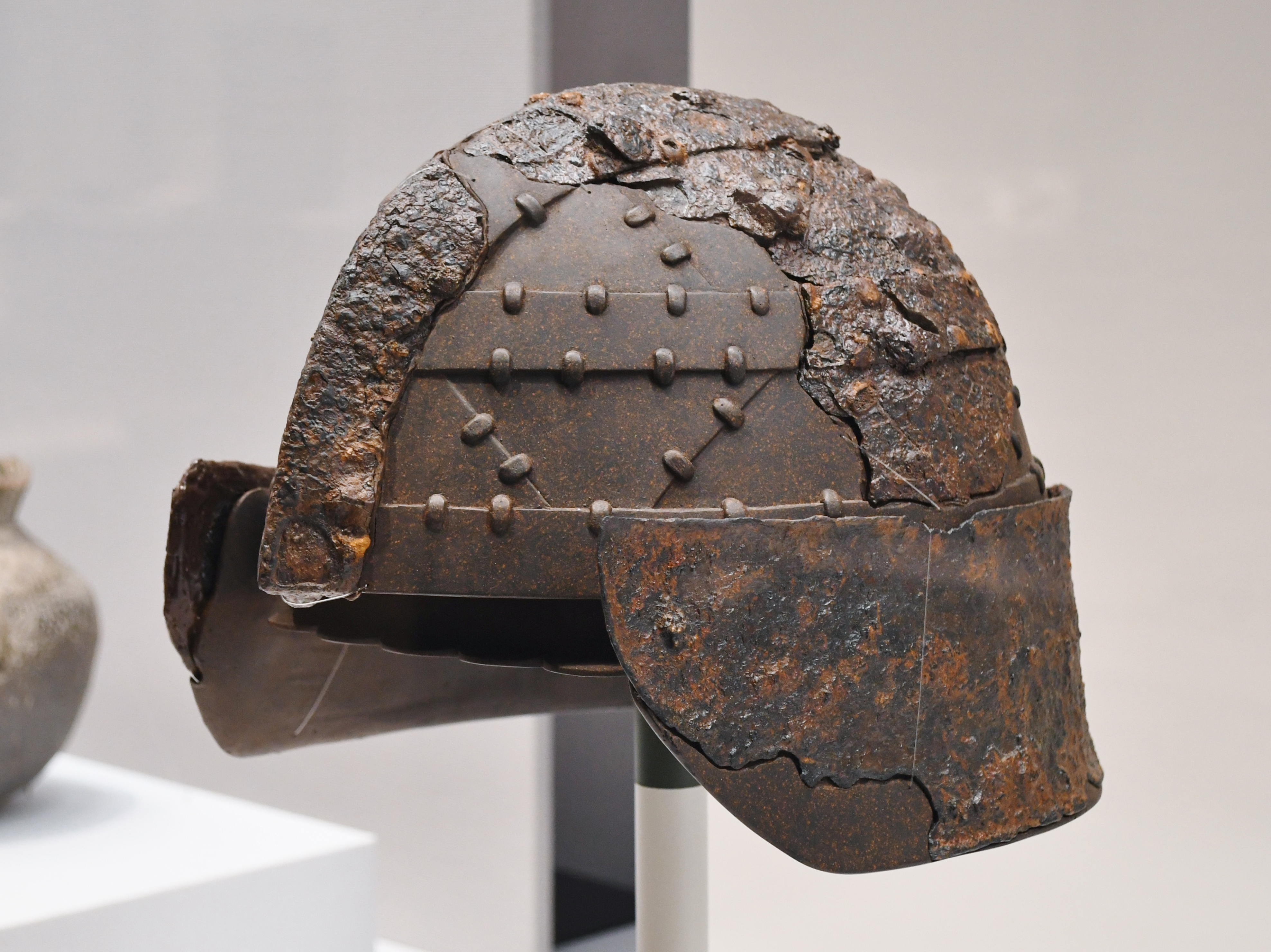
久津川車塚古墳 衝角付冑 京都府城陽市。東京国立博物館展示。
交野東車塚古墳 衝角付冑 大阪府交野市。交野市立歴史民俗資料展示室展示。
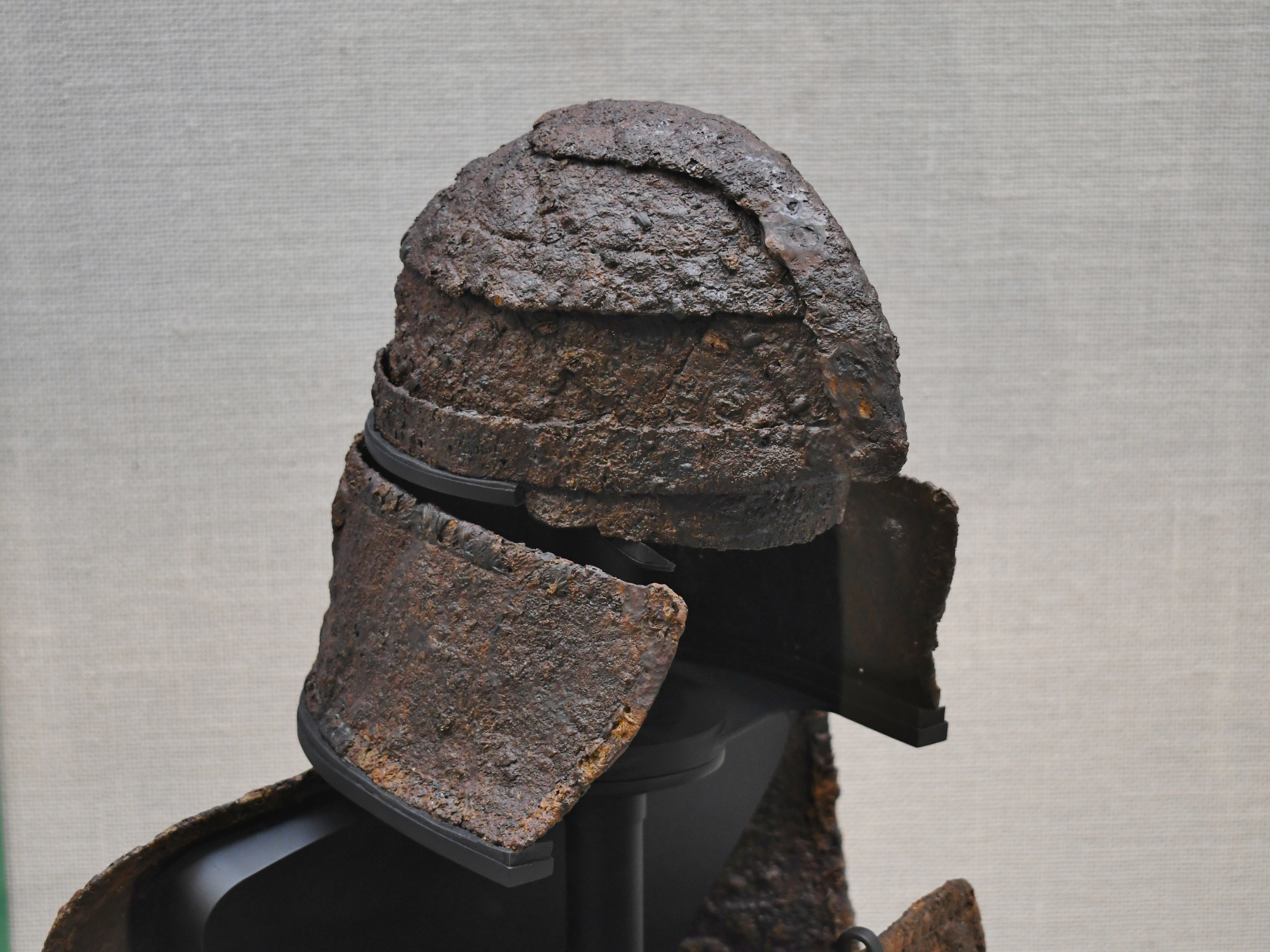
心合寺山古墳 衝角付冑 大阪府八尾市。八尾市立歴史民俗資料館展示。
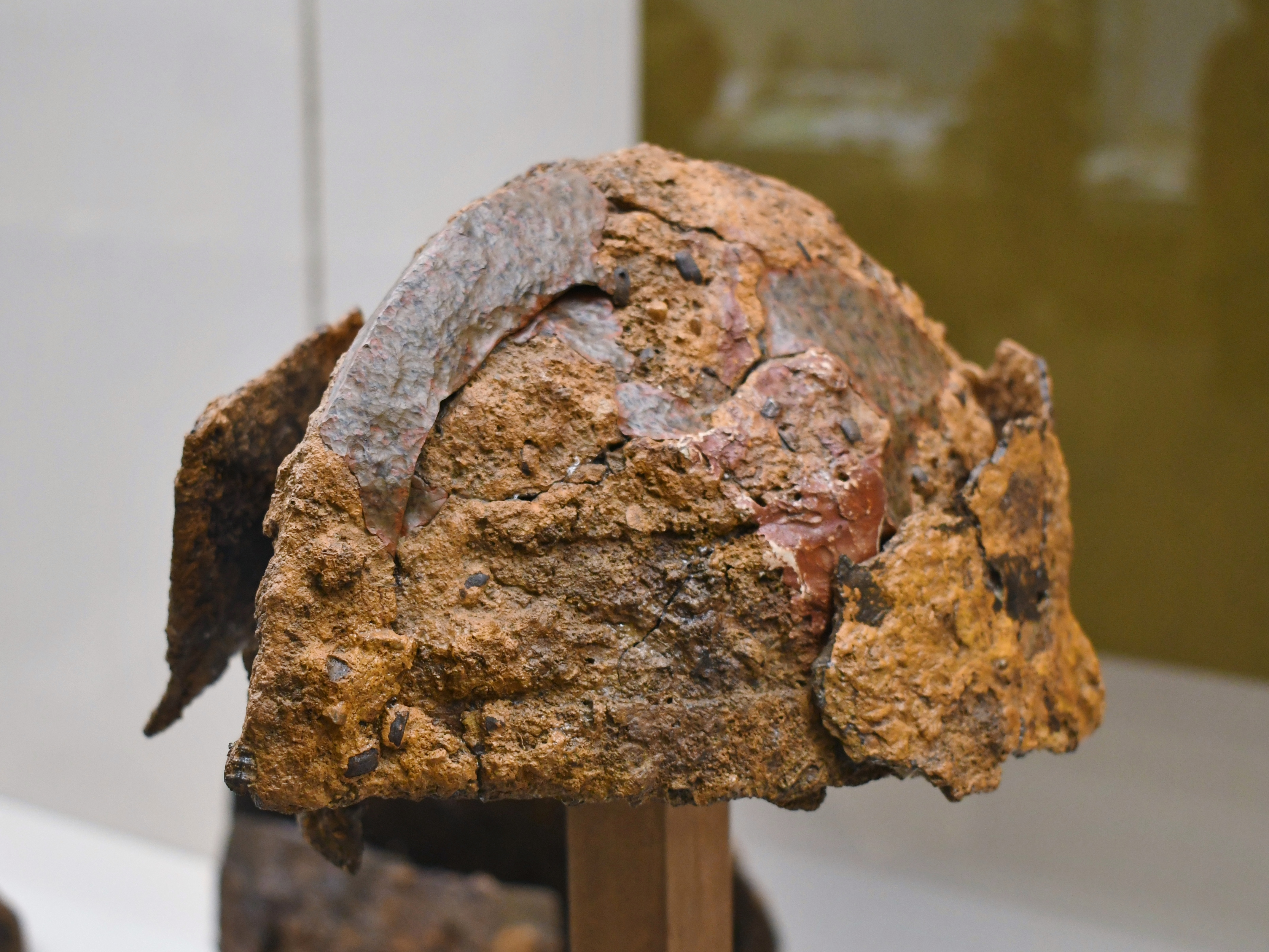
百舌鳥大塚山古墳 衝角付冑 大阪府堺市。堺市博物館展示。
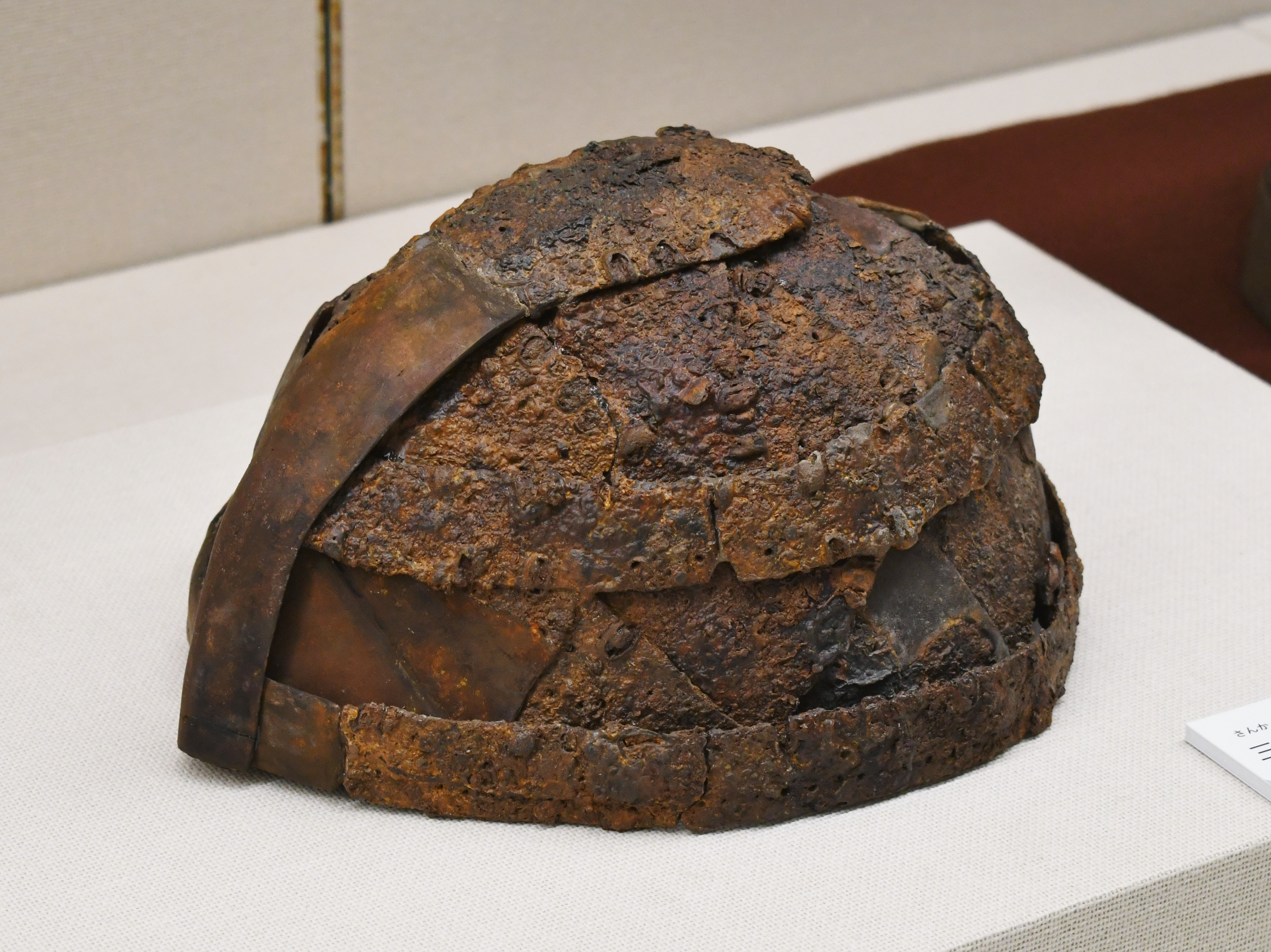
百舌鳥大塚山古墳 衝角付冑 大阪府堺市。堺市博物館展示。
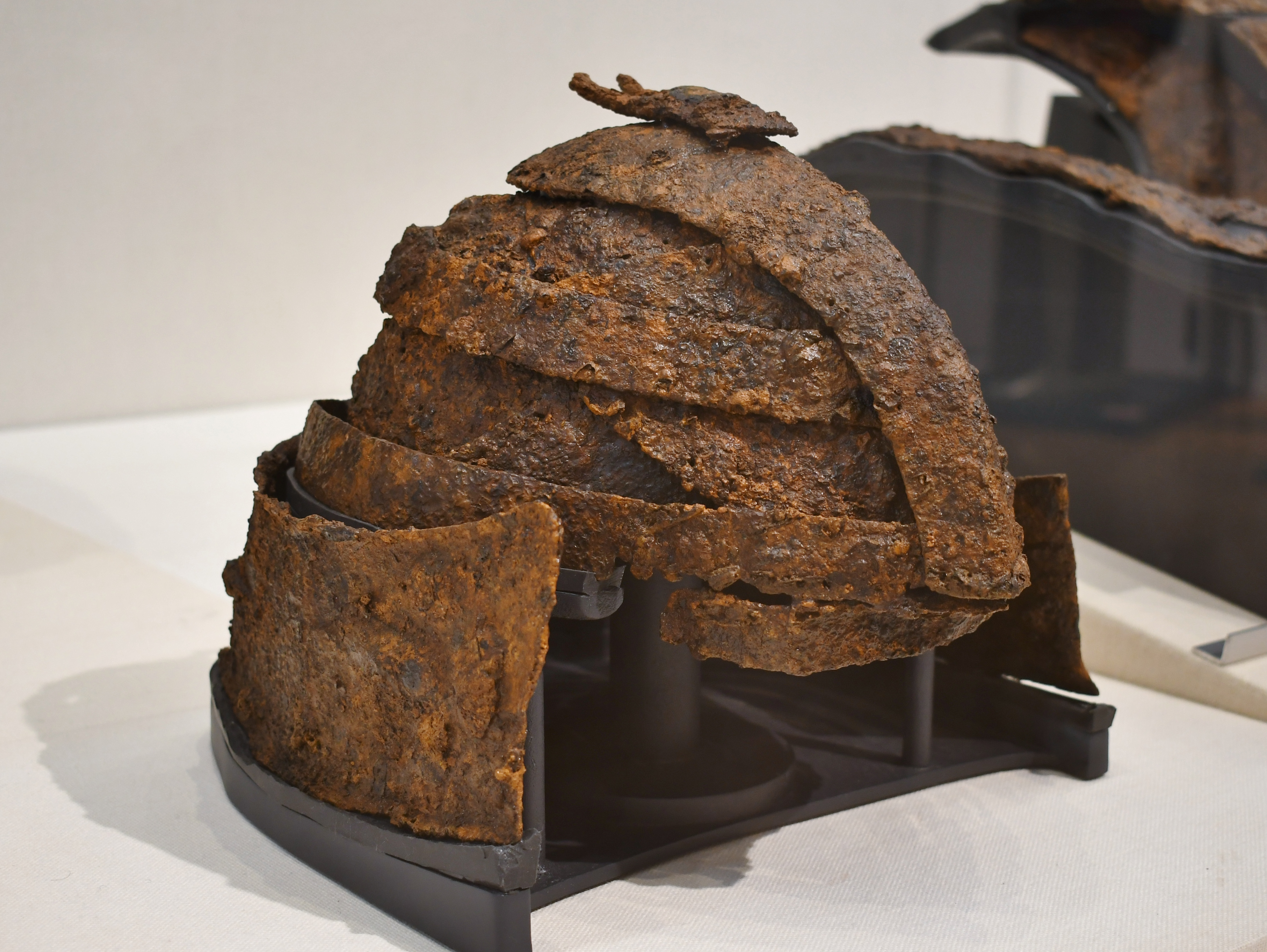
茶すり山古墳 衝角付冑 兵庫県朝来市。兵庫県立考古博物館企画展示時に撮影。

小札革綴衝角付冑
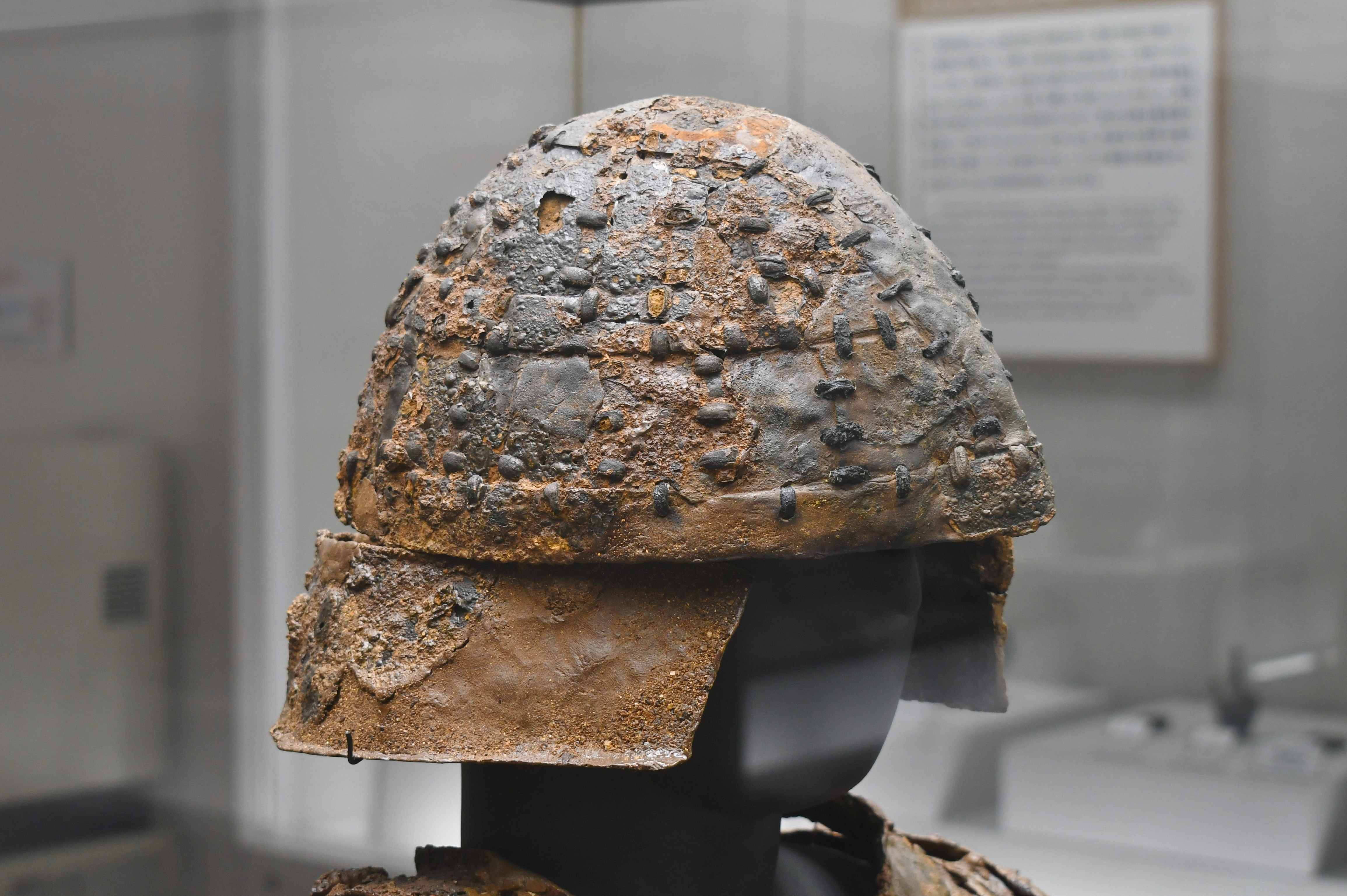
ニゴレ古墳 衝角付冑 京都府京丹後市。京都大学総合博物館展示。

### 鋲留衝角付冑

三角板鋲留衝角付冑
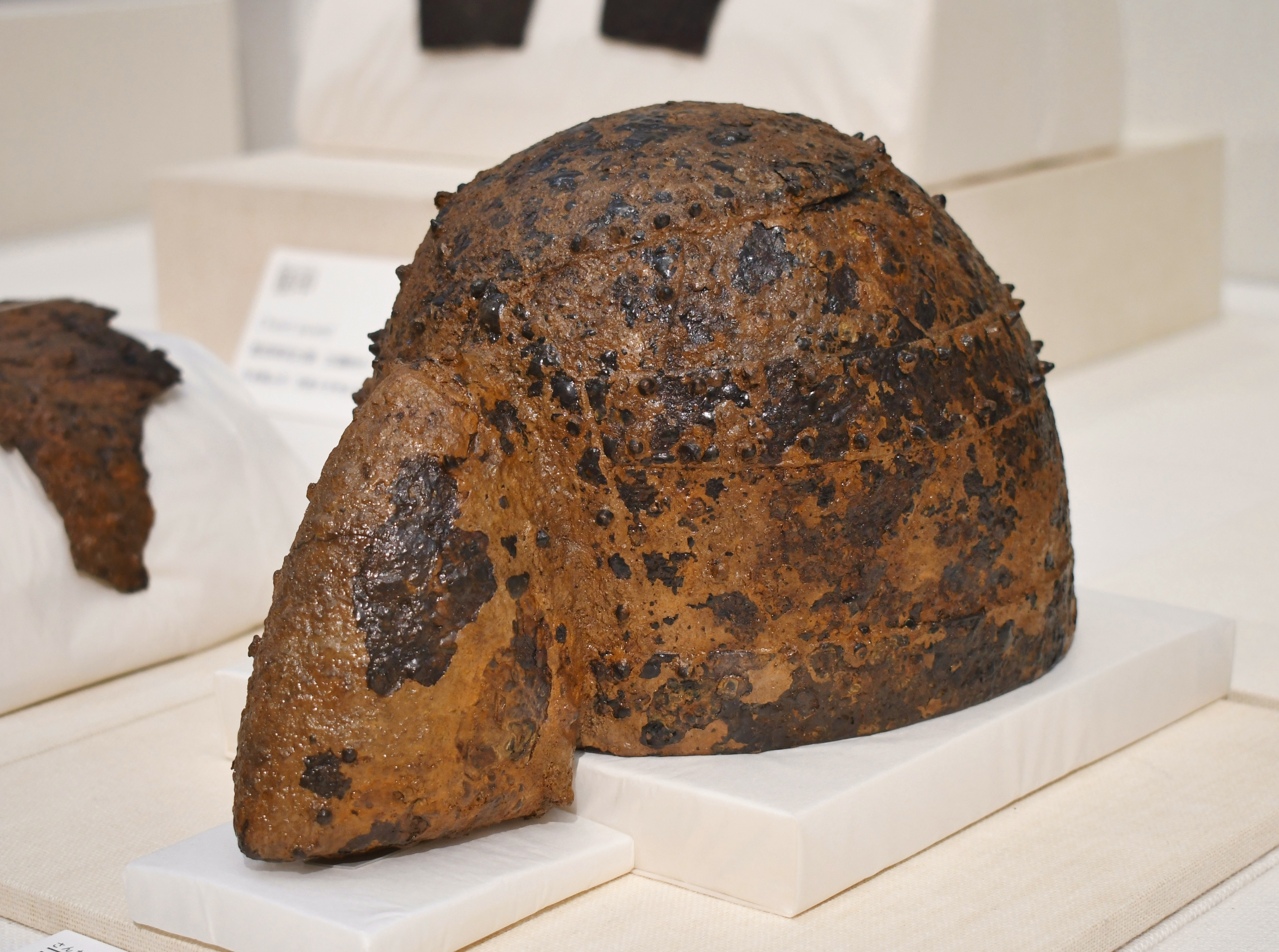
雲部車塚古墳 異形衝角付冑 兵庫県丹波篠山市。京都大学考古学研究室蔵、兵庫県立考古博物館企画展示時に撮影。

竪矧細板鋲留衝角付冑
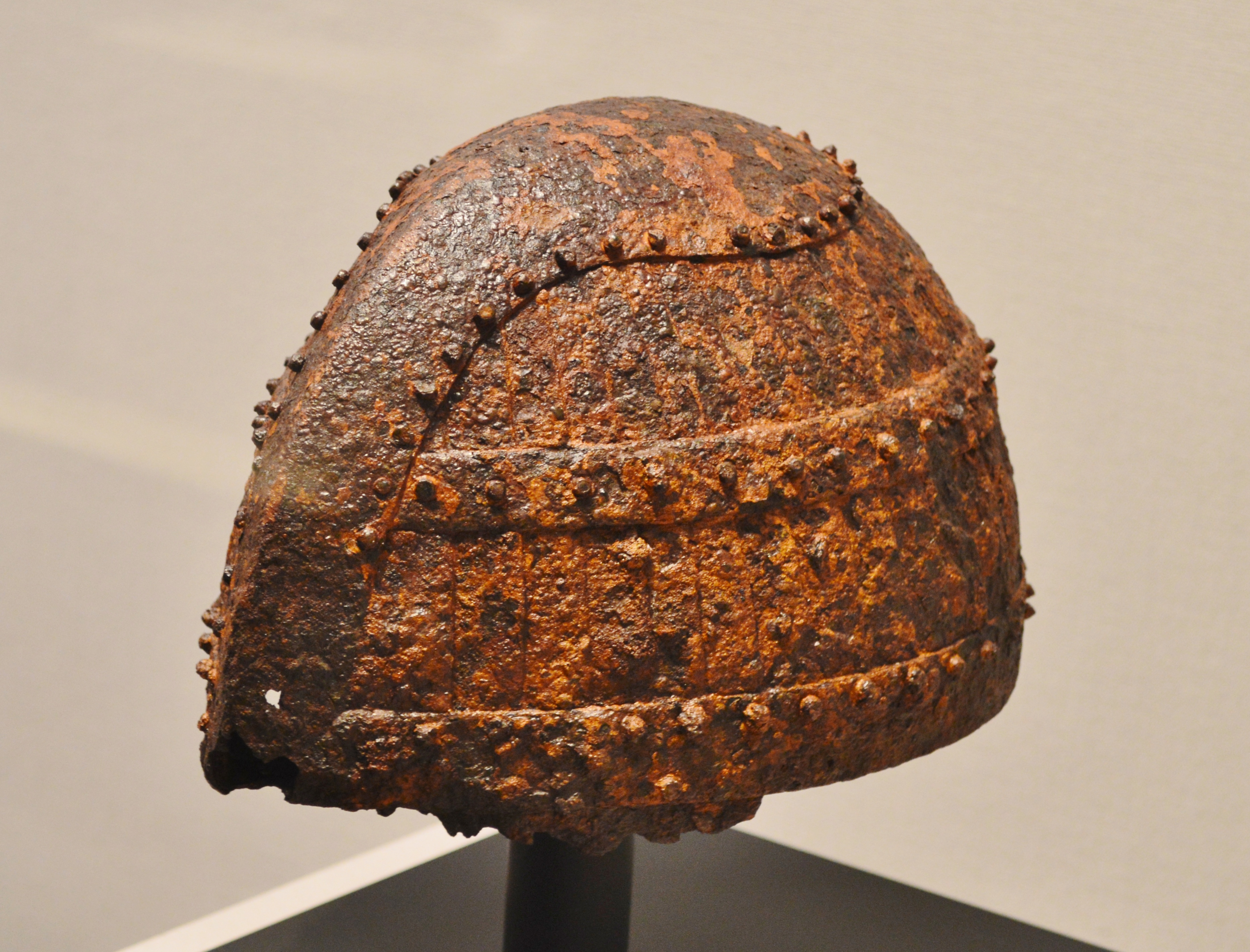
久津川車塚古墳 衝角付冑 京都府城陽市。天理大学附属天理参考館展示。
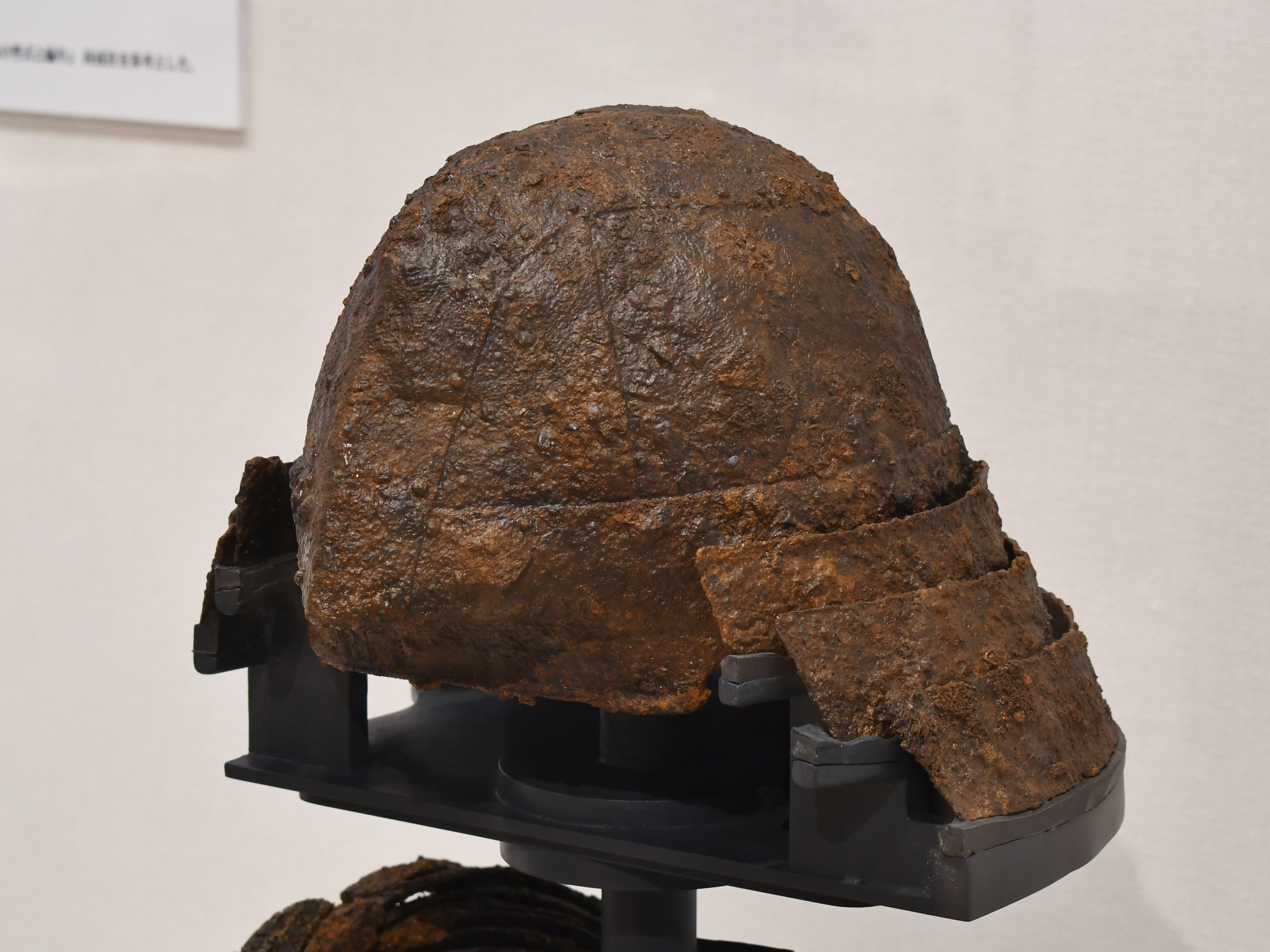
茶すり山古墳 衝角付冑 兵庫県朝来市。兵庫県立考古博物館企画展示時に撮影。

小札鋲留衝角付冑
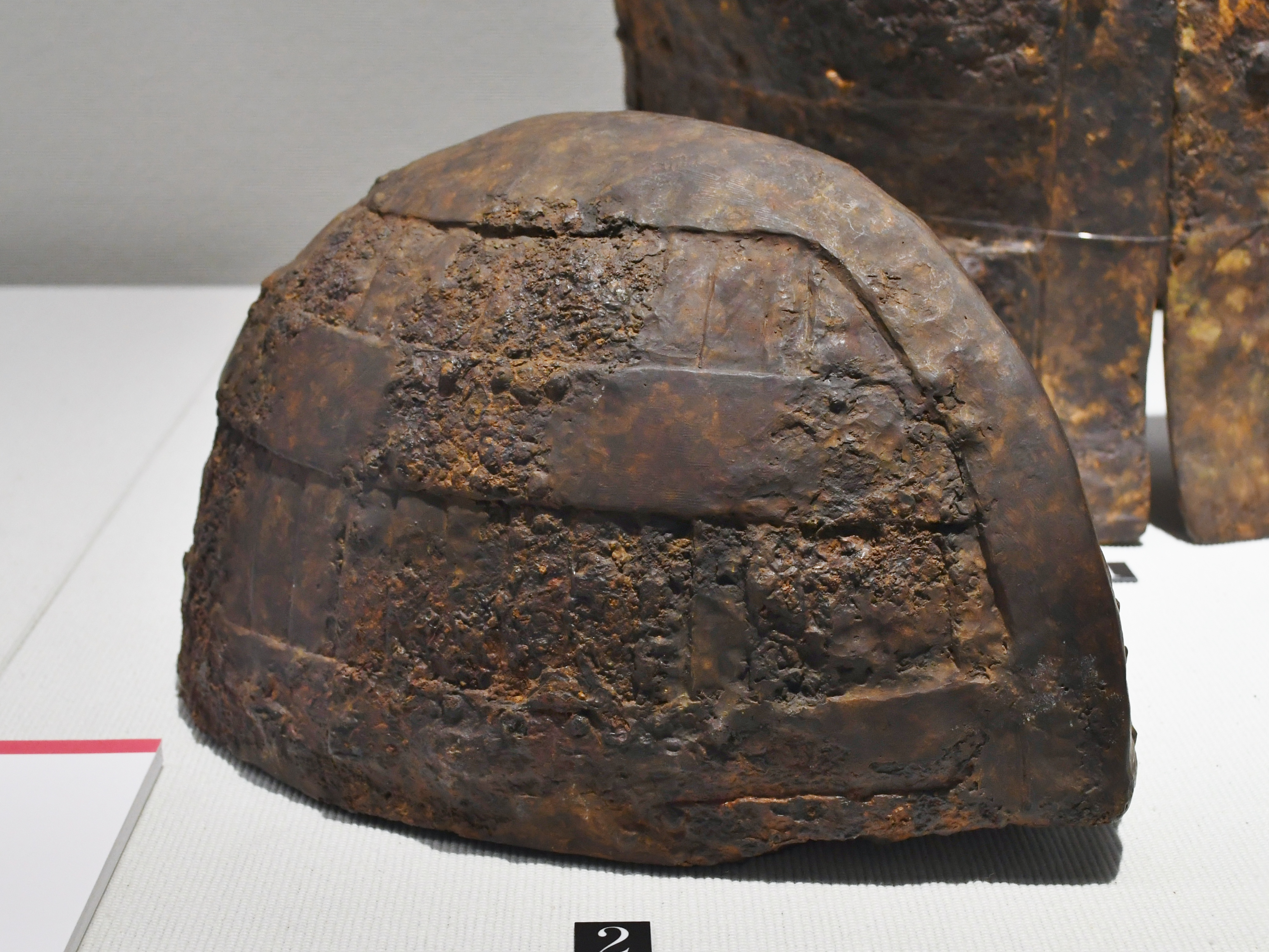
鶴山古墳 衝角付冑 群馬県太田市。群馬県立博物館展示。
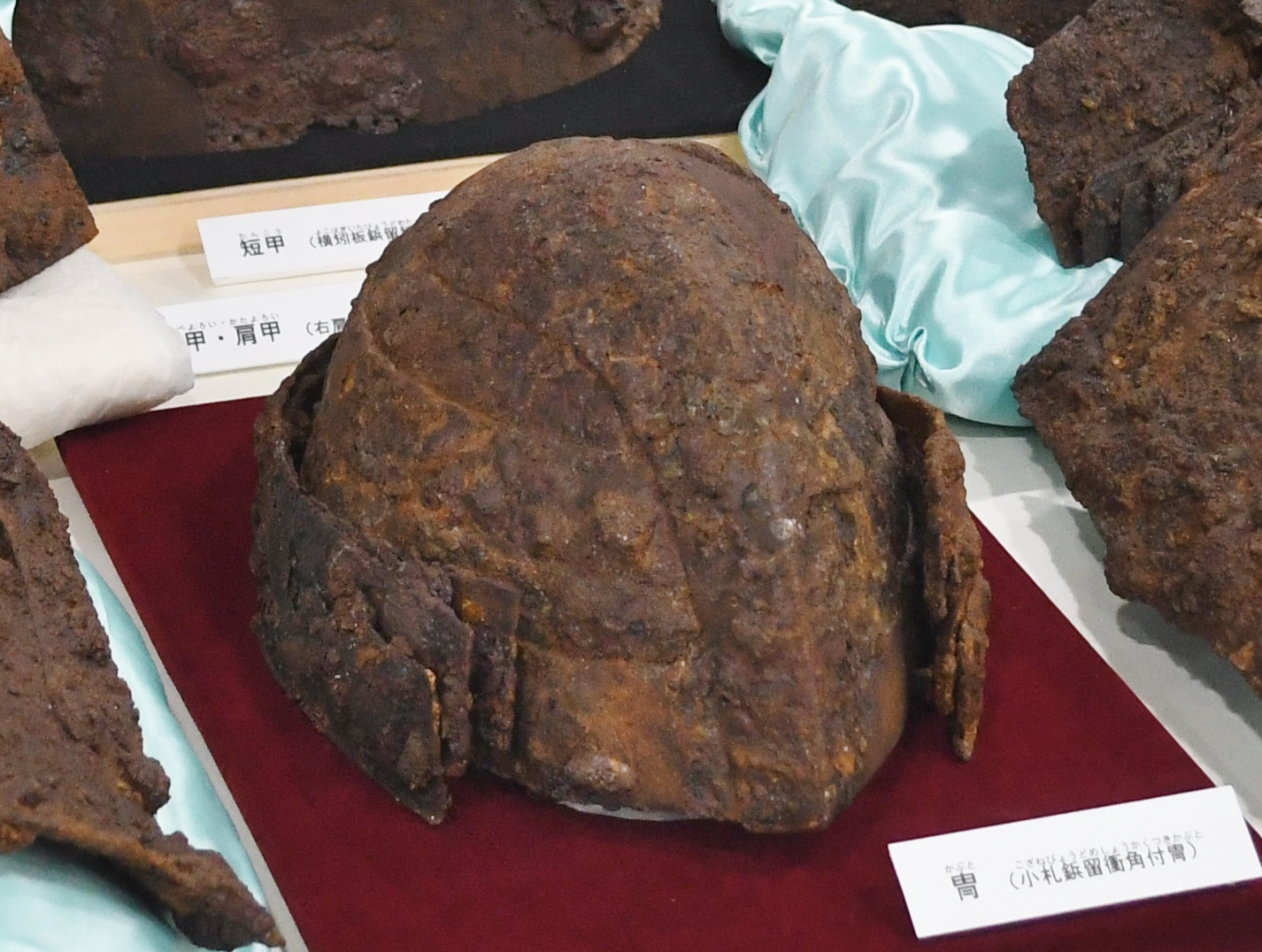
布野台古墳 衝角付冑 千葉県香取市。香取市文化財保存館展示。
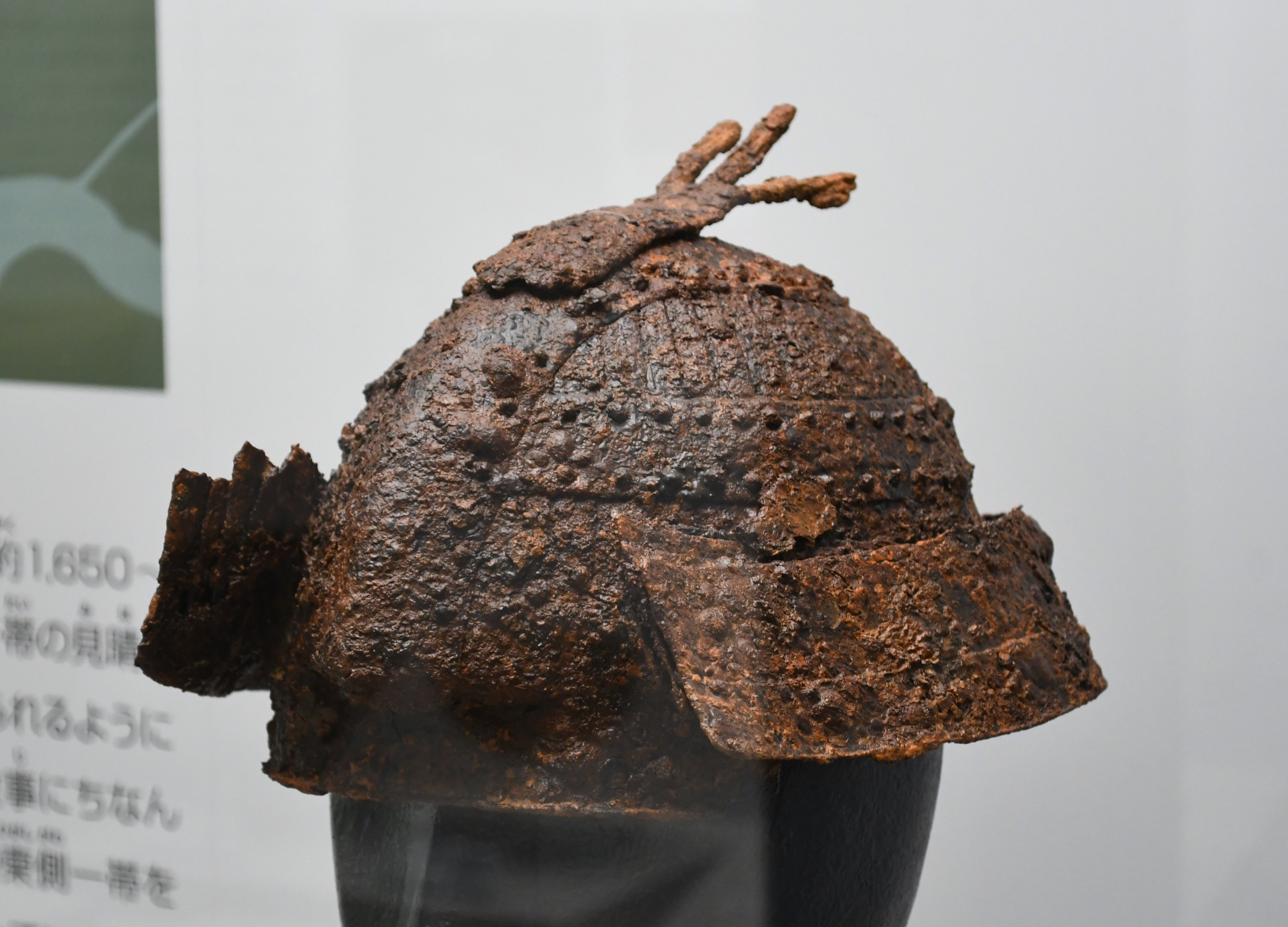
御獅子塚古墳 衝角付冑 大阪府豊中市。豊中市立郷土資料館展示。
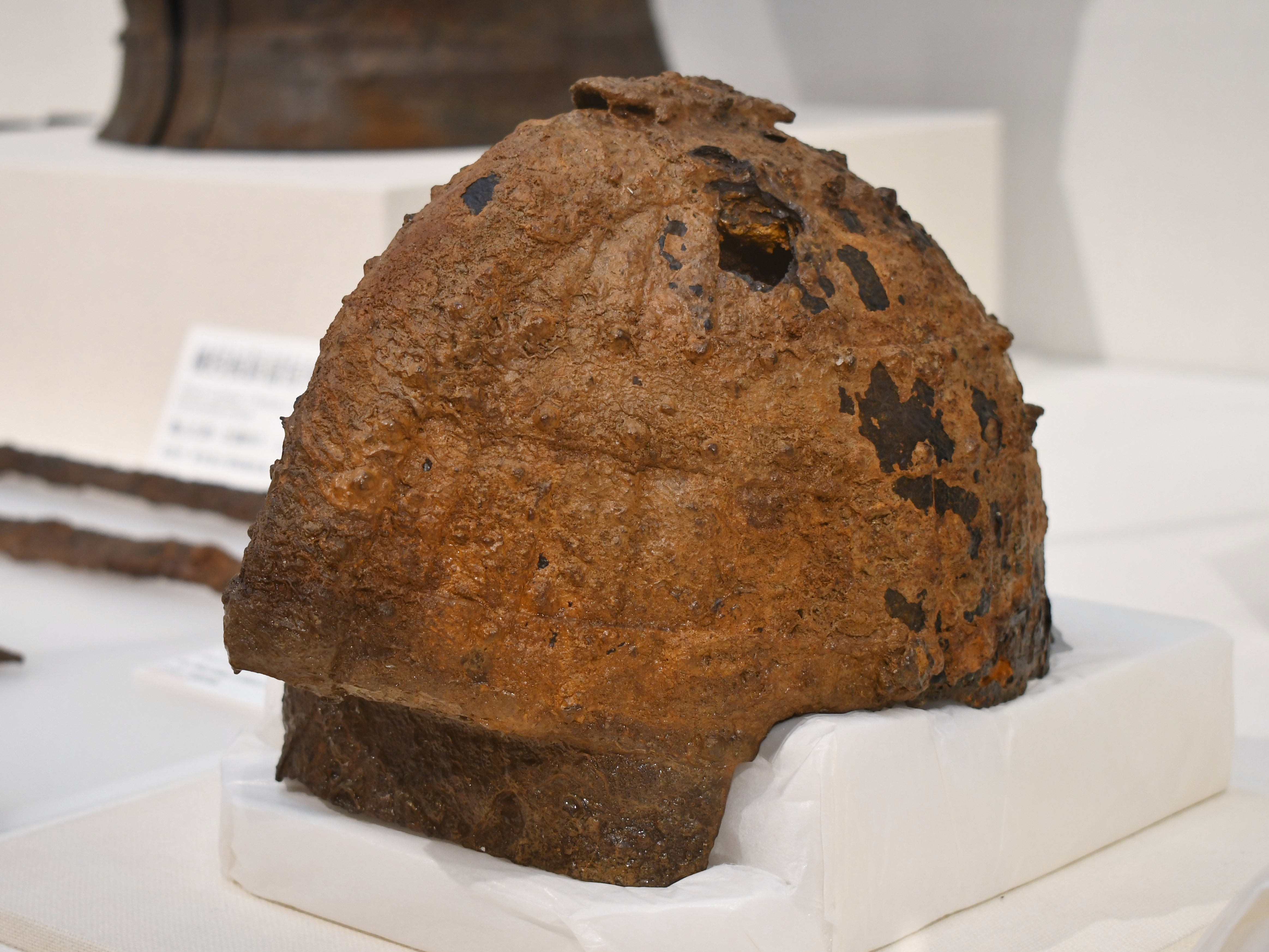
雲部車塚古墳 衝角付冑 兵庫県丹波篠山市。京都大学考古学研究室蔵、兵庫県立考古博物館企画展示時に撮影。
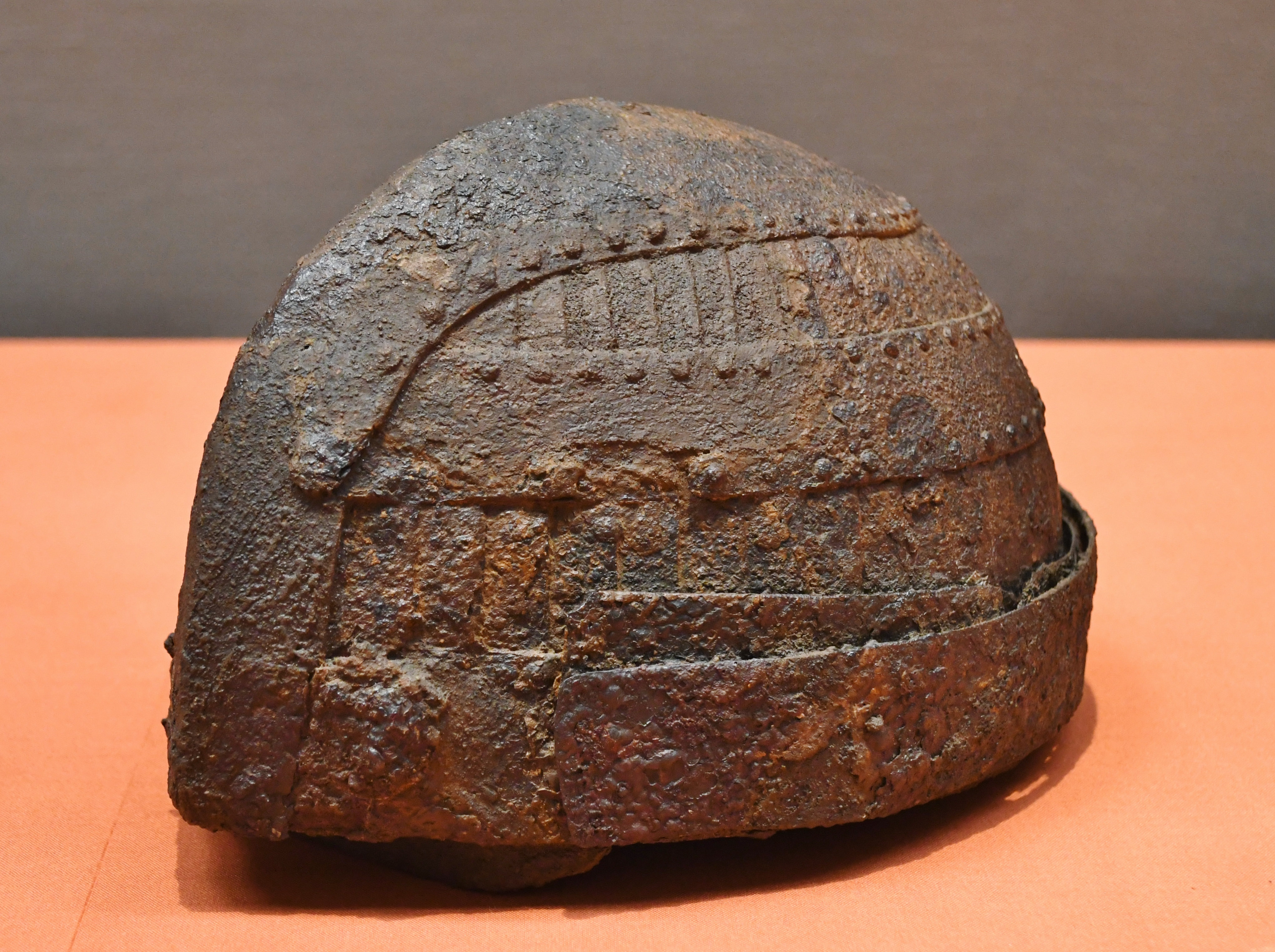
円照寺墓山1号墳 衝角付冑 奈良県奈良市。東京国立博物館展示。
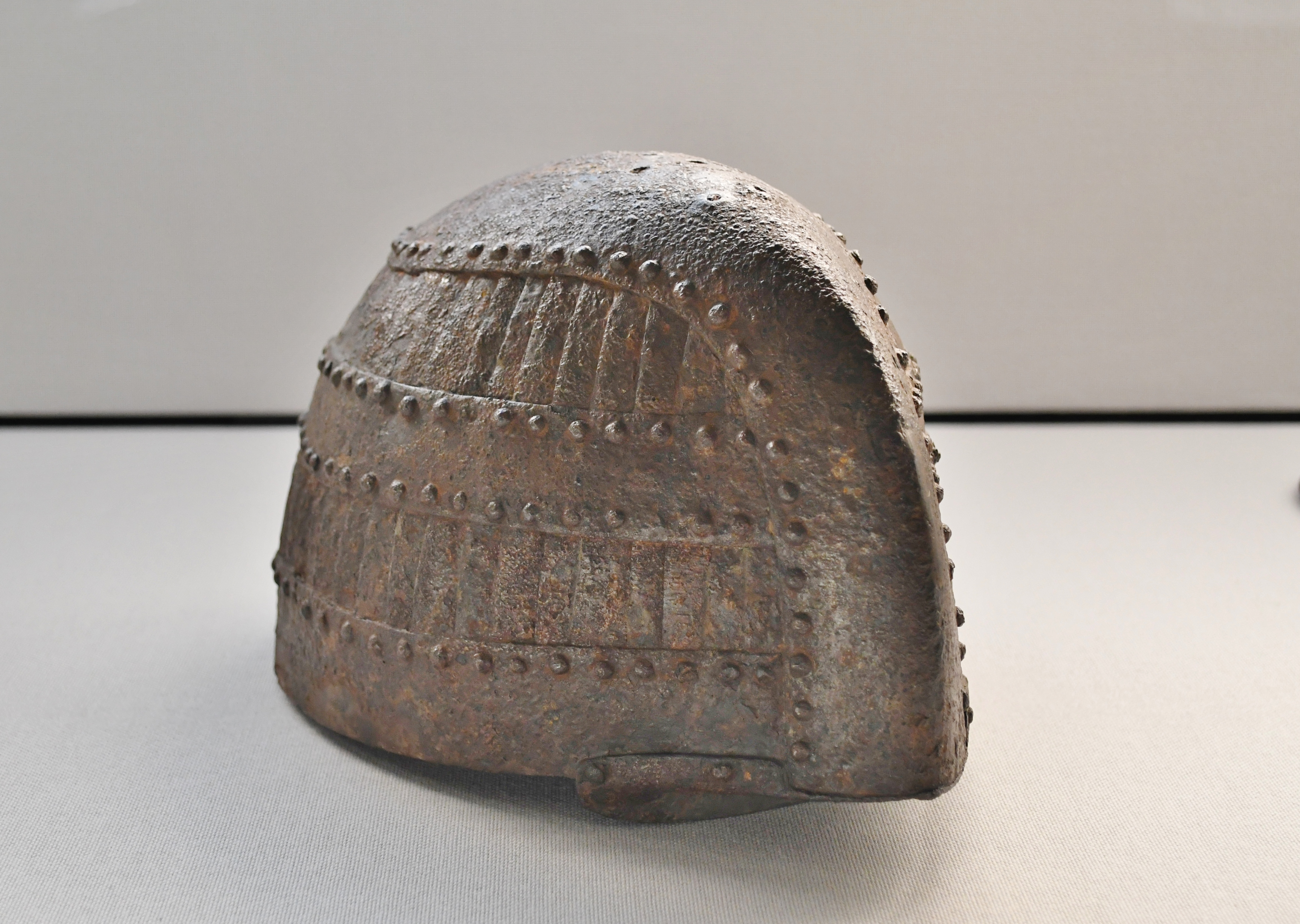
石坂古墳 衝角付冑 宮崎県えびの市。東京国立博物館展示。

横矧板鋲留衝角付冑
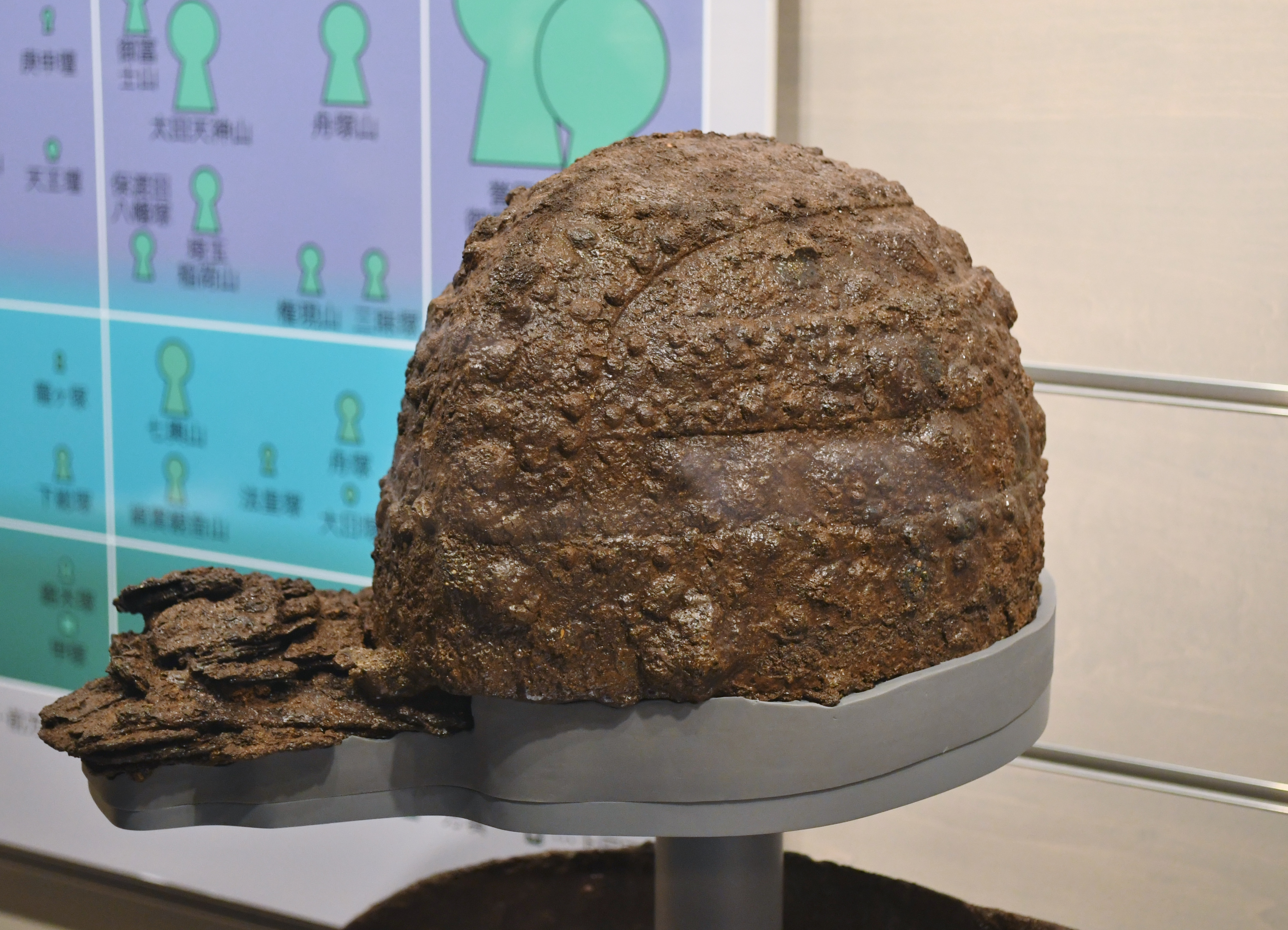
三昧塚古墳 衝角付冑 茨城県行方市。明治大学博物館展示。
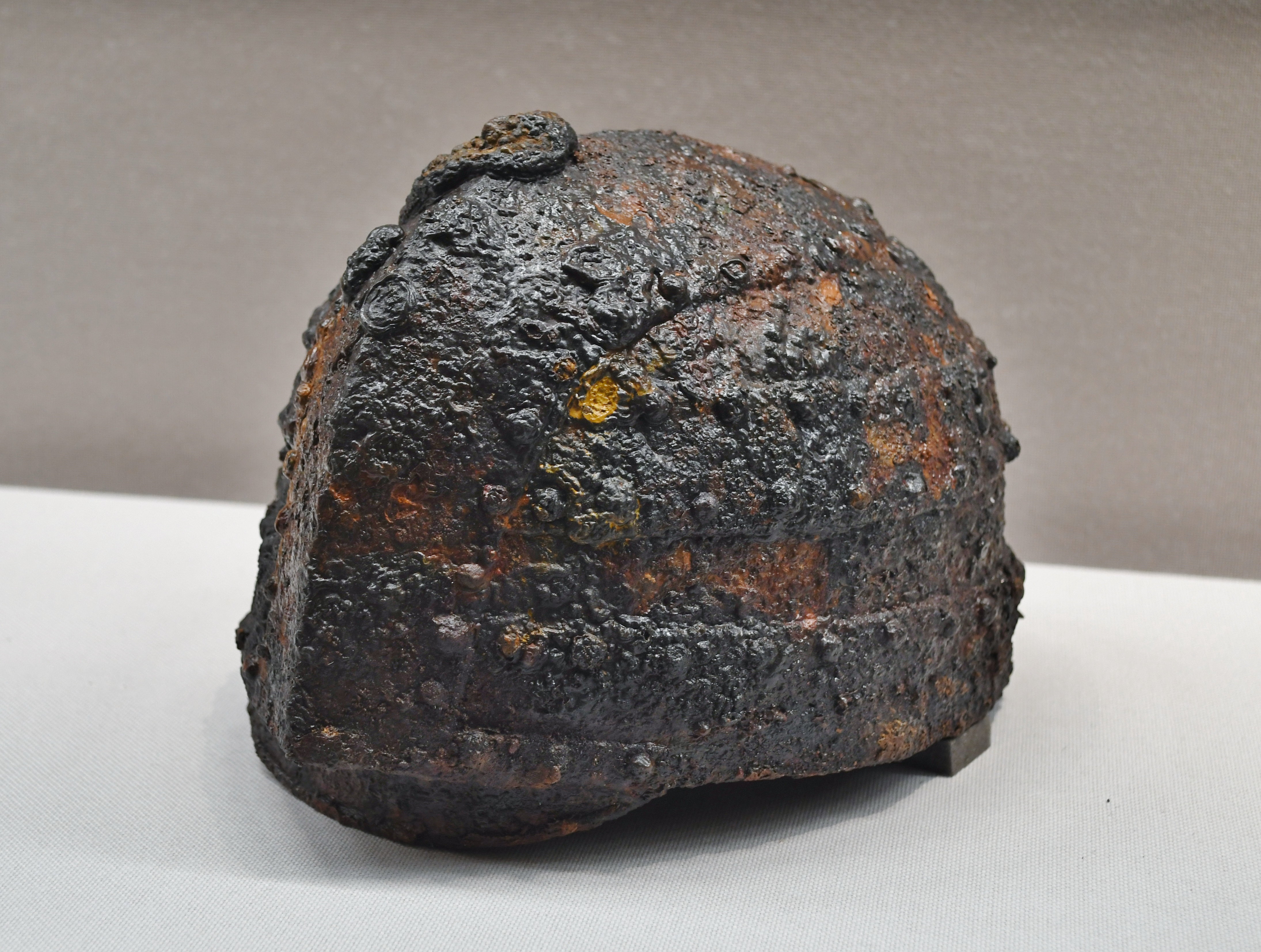
大日塚古墳 衝角付冑 茨城県行方市。東京国立博物館展示。
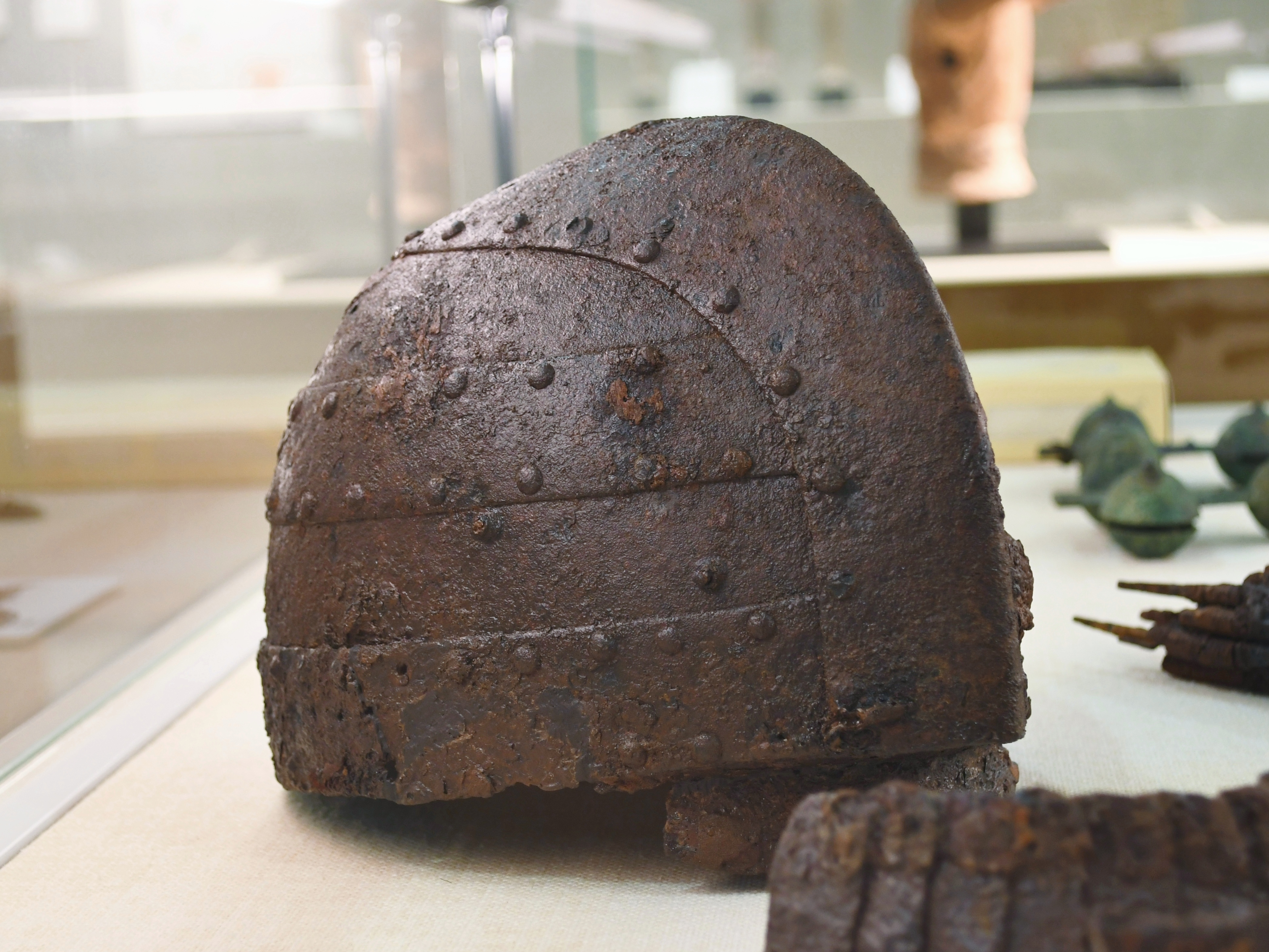
益子天王塚古墳 衝角付冑 栃木県益子町。早稲田大学會津八一記念博物館展示。
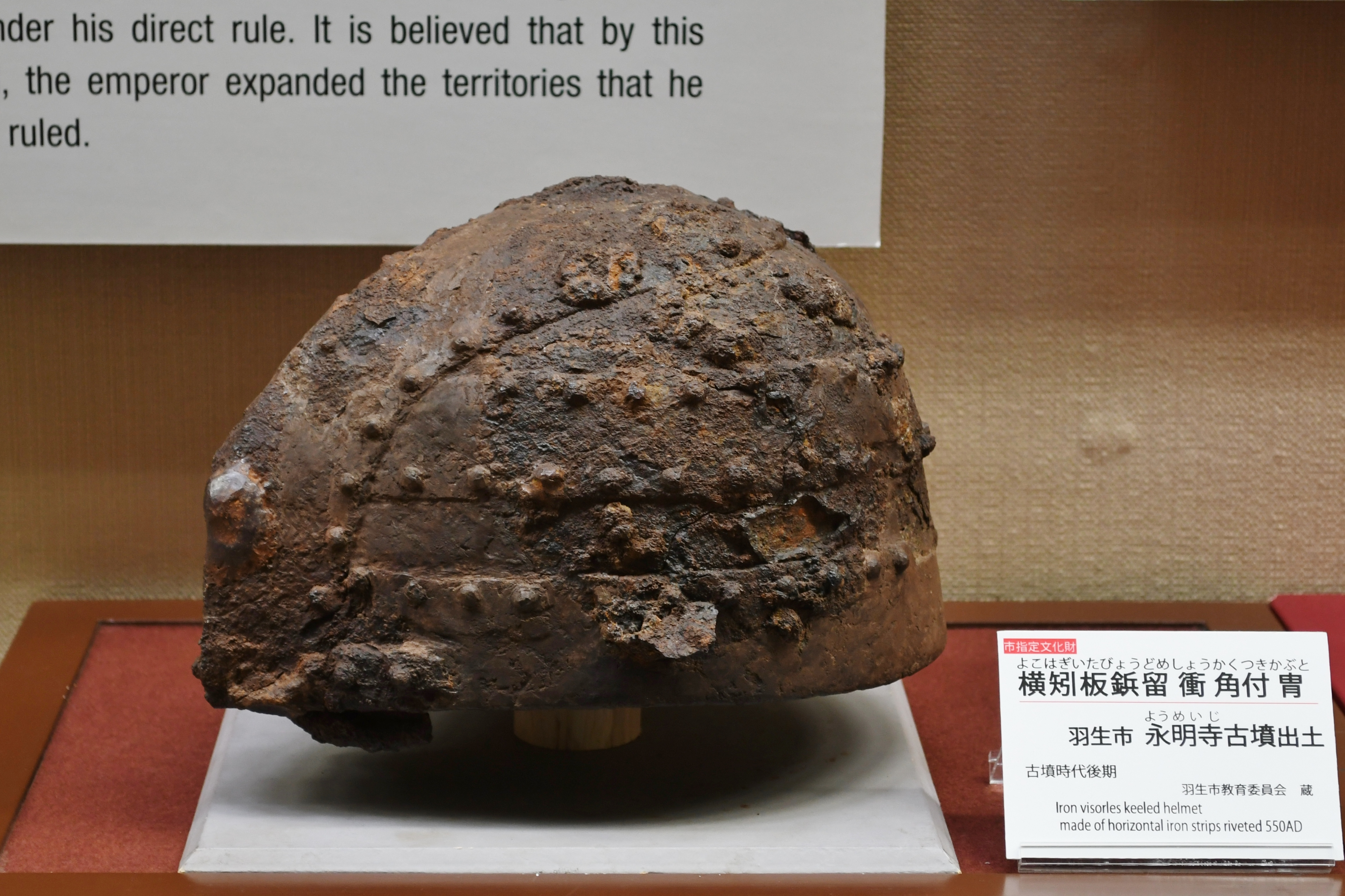
永明寺古墳 衝角付冑 埼玉県羽生市。埼玉県立歴史と民俗の博物館展示。
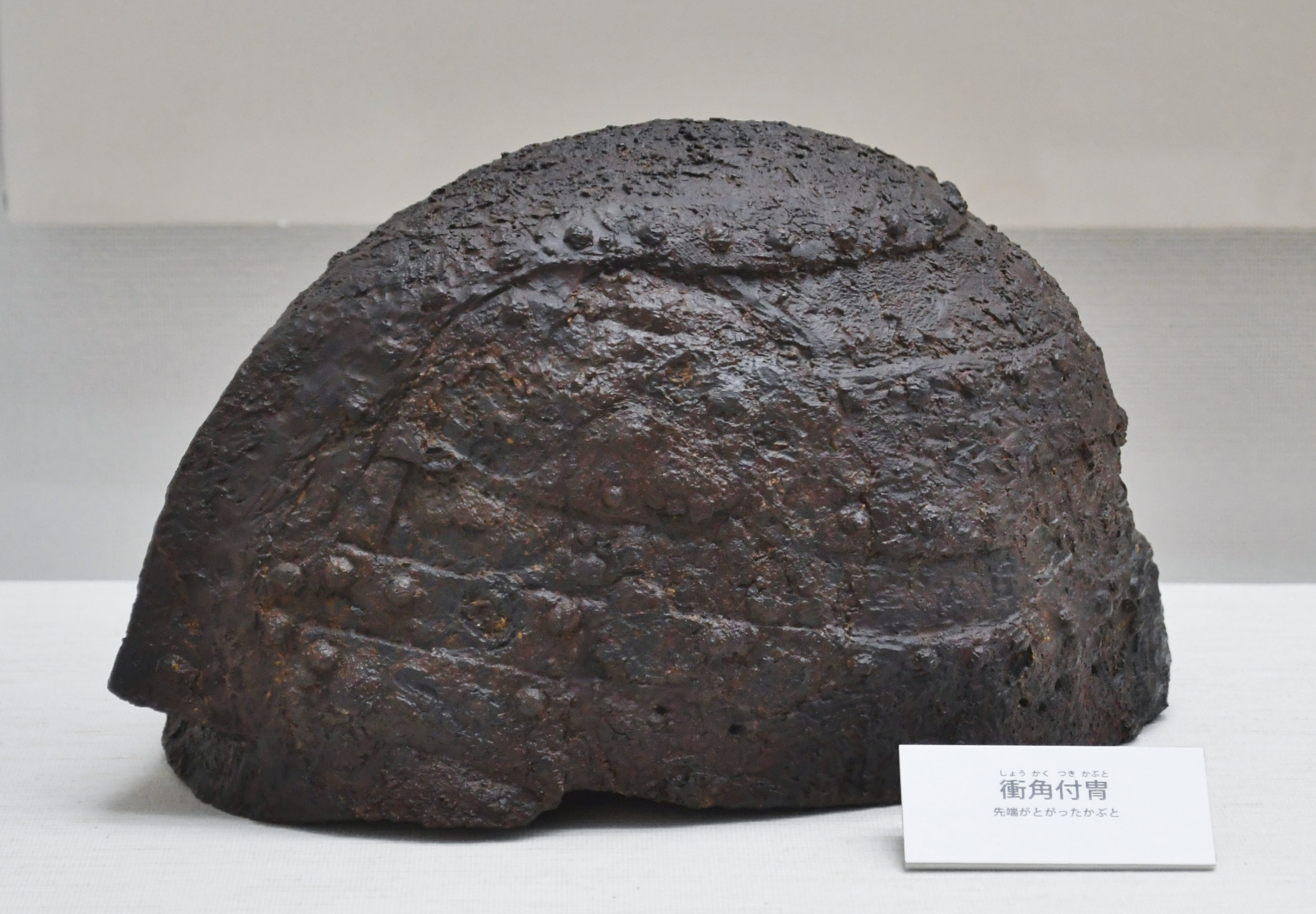
法皇塚古墳 衝角付冑 千葉県市川市。市川考古博物館展示。
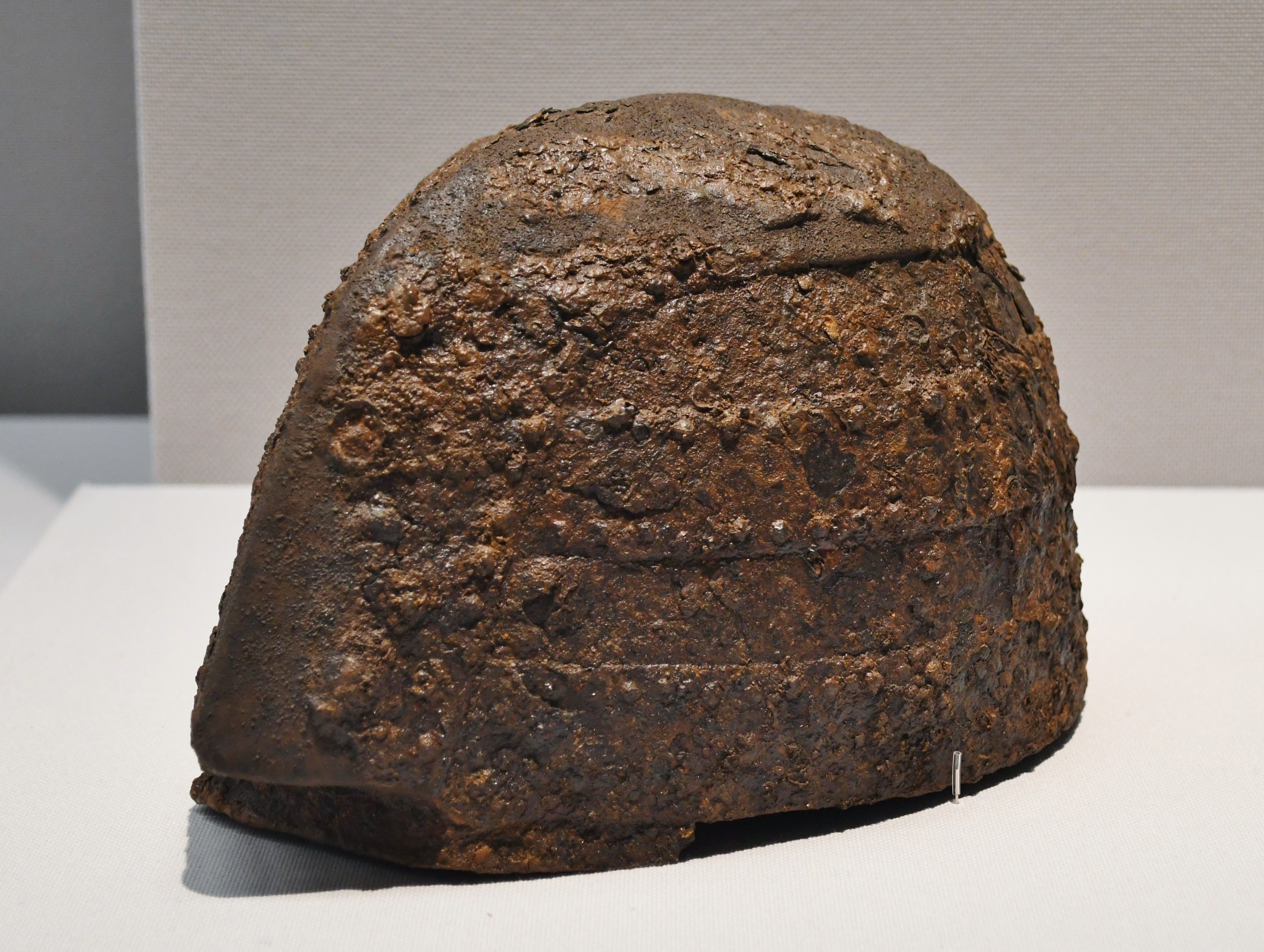
狐山古墳 衝角付冑 石川県加賀市。東京国立博物館展示。
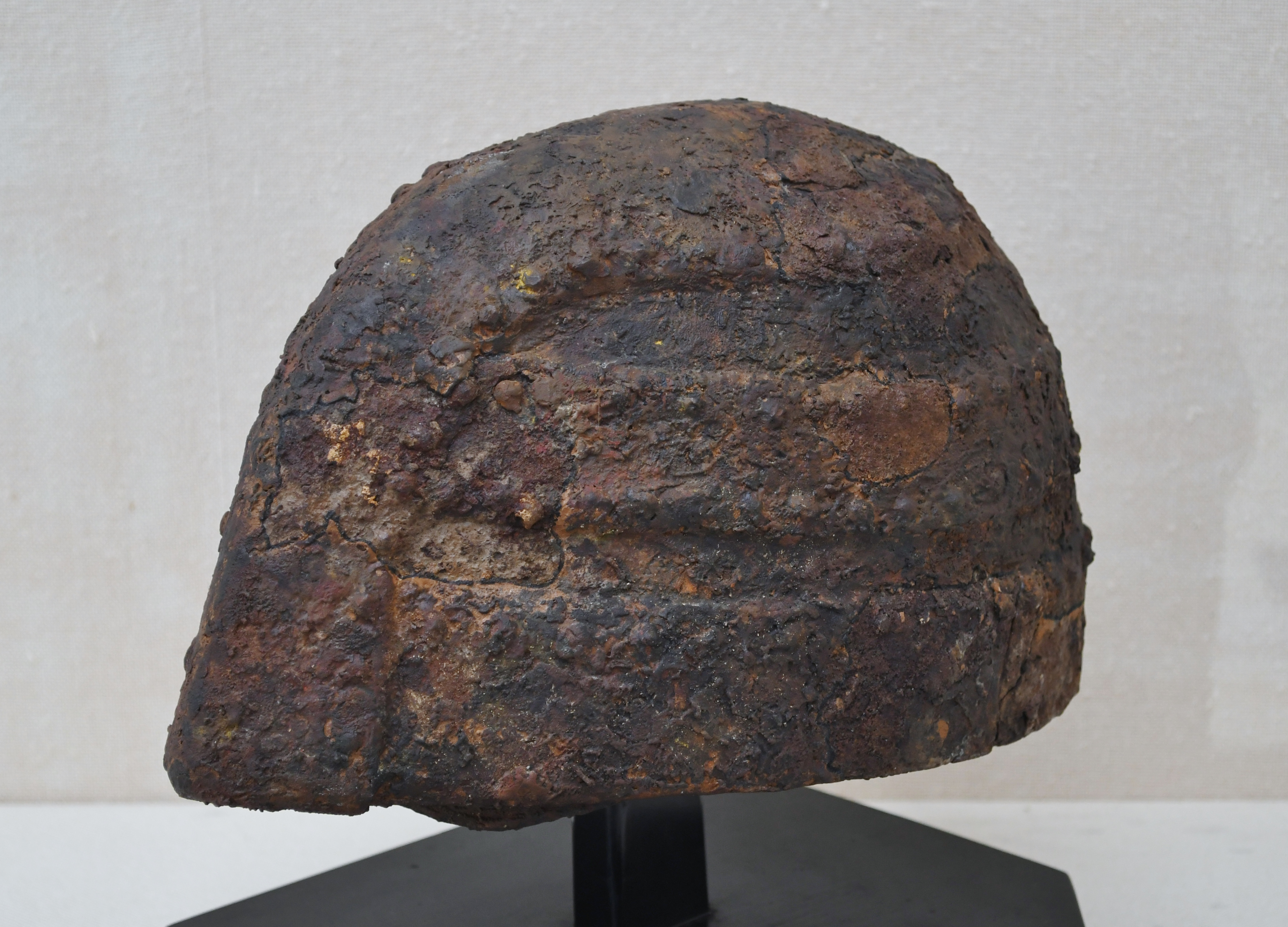
丸山塚古墳 衝角付冑 福井県若狭町。花園大学歴史博物館企画展示時に撮影。
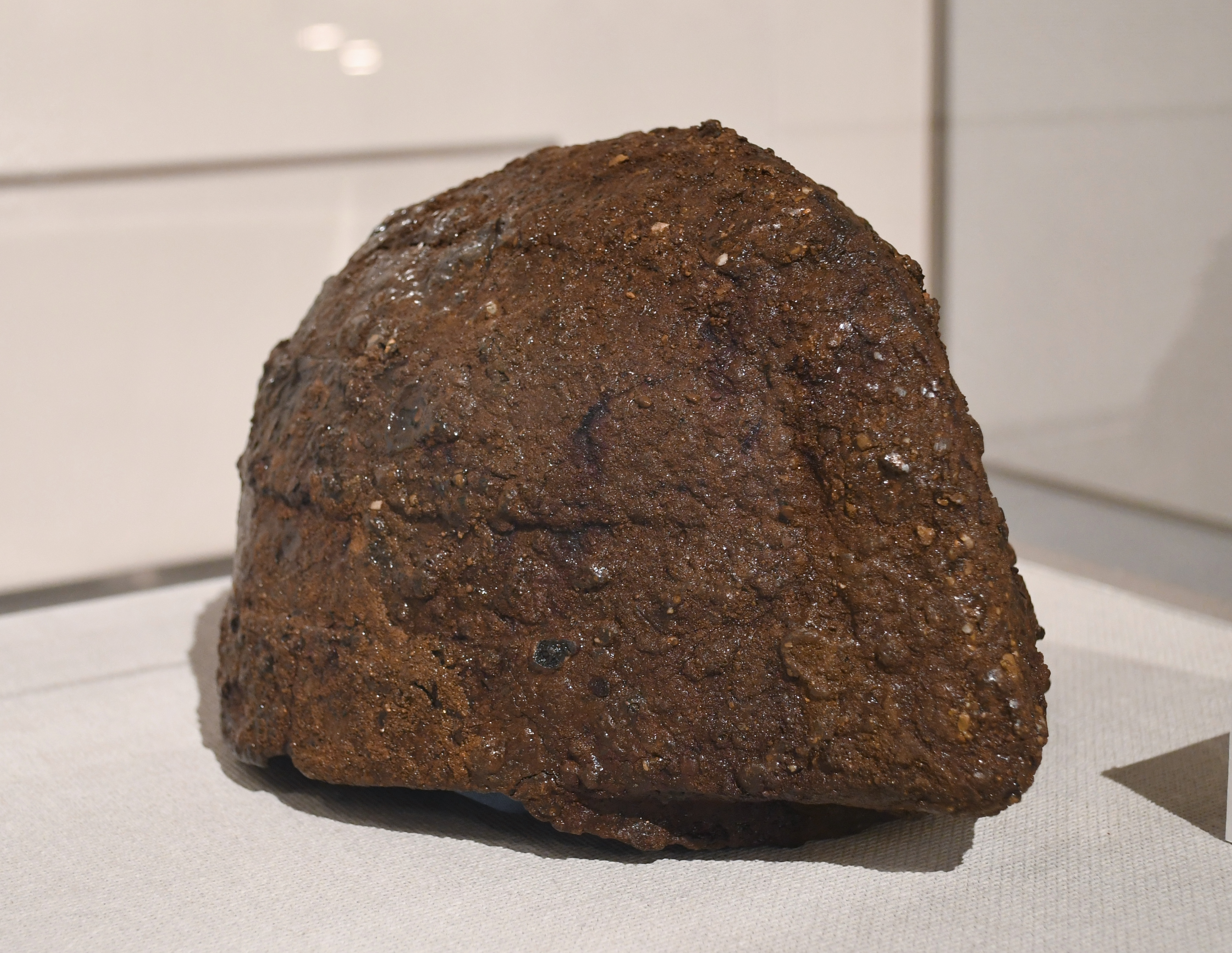
溝口の塚古墳 衝角付冑 長野県飯田市。飯田市考古博物館展示。
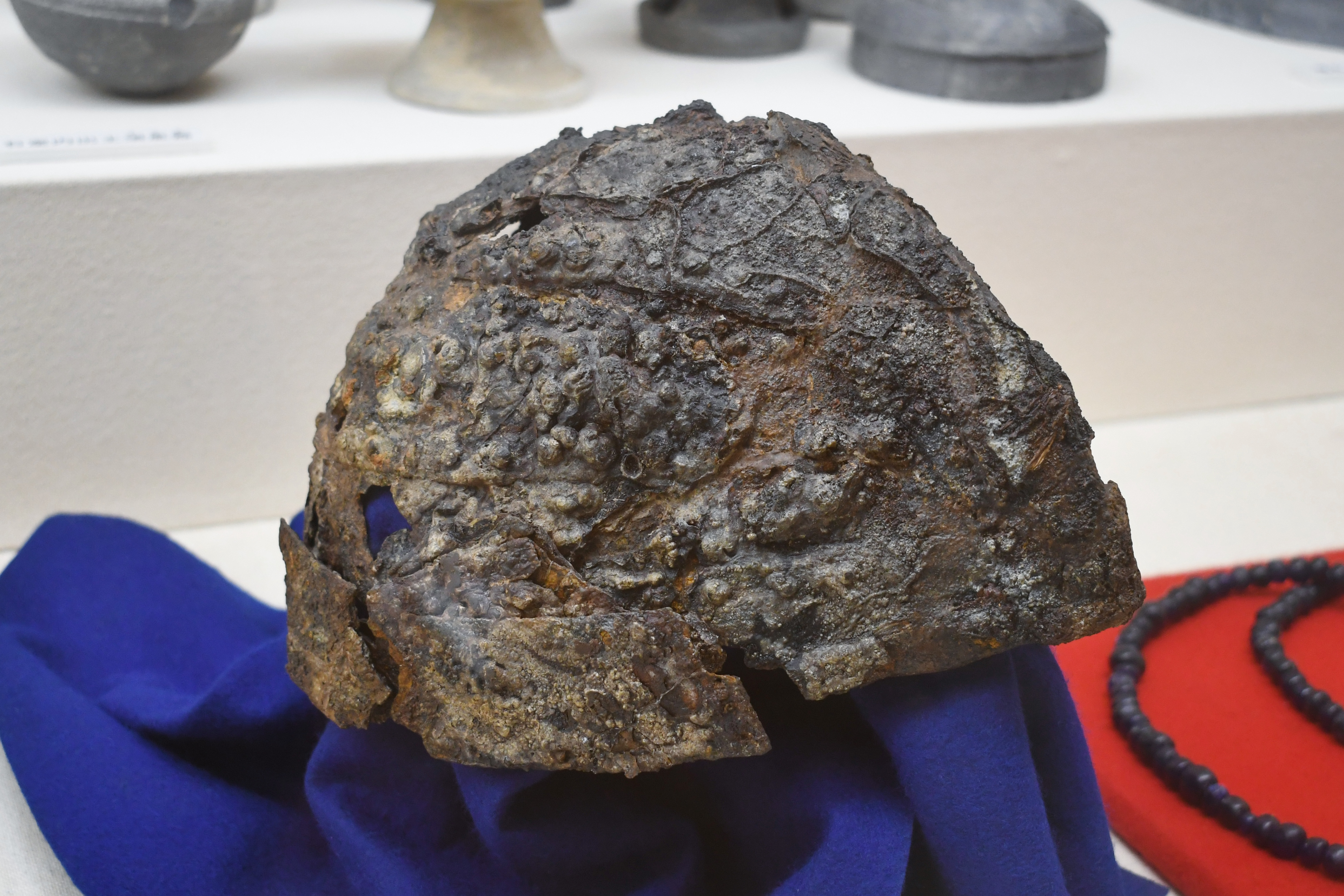
高井田山古墳 衝角付冑 大阪府柏原市。柏原市立歴史資料館展示。
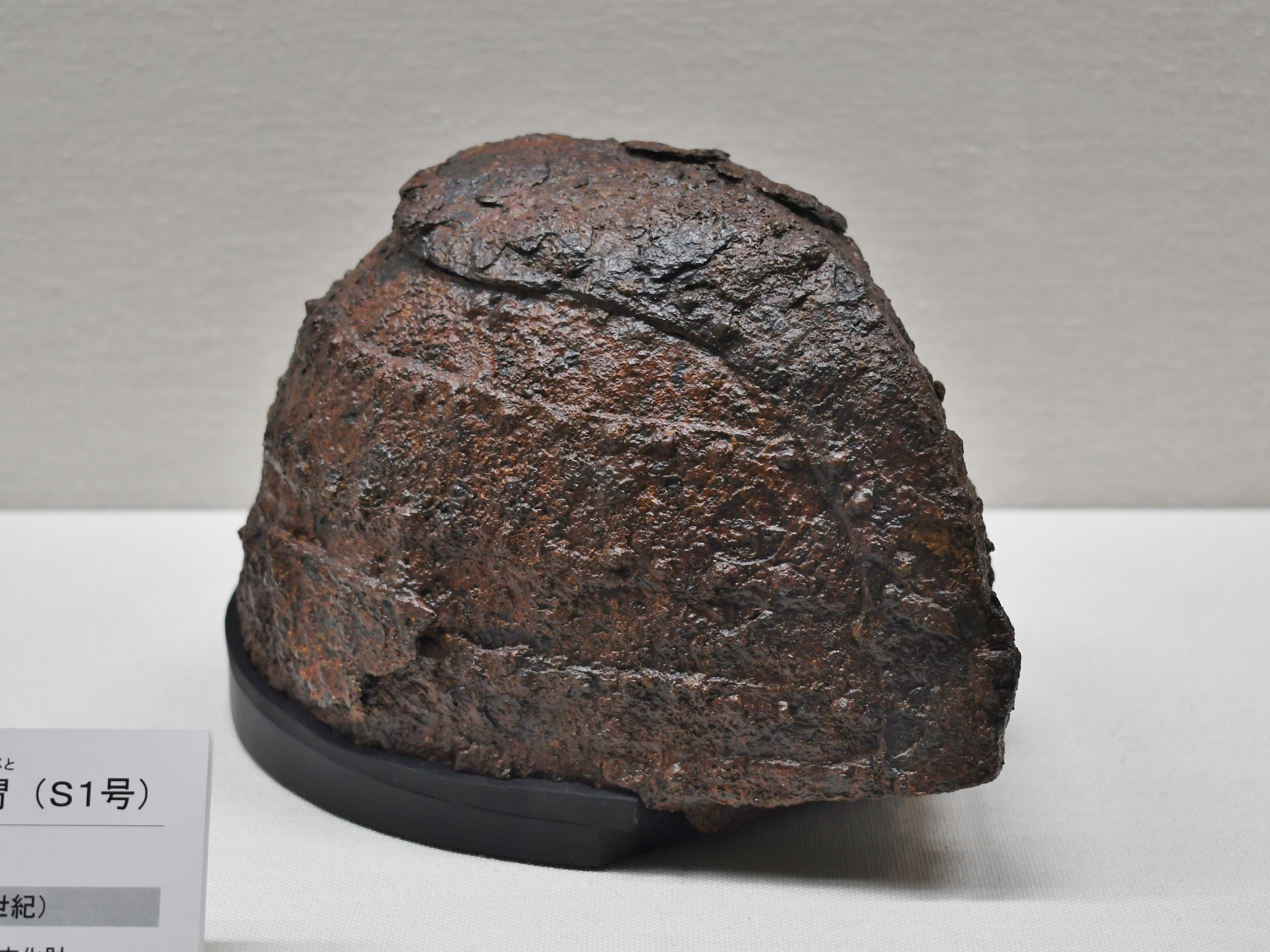
黒姫山古墳 衝角付冑S1号 大阪府堺市。堺市立みはら歴史博物館展示。
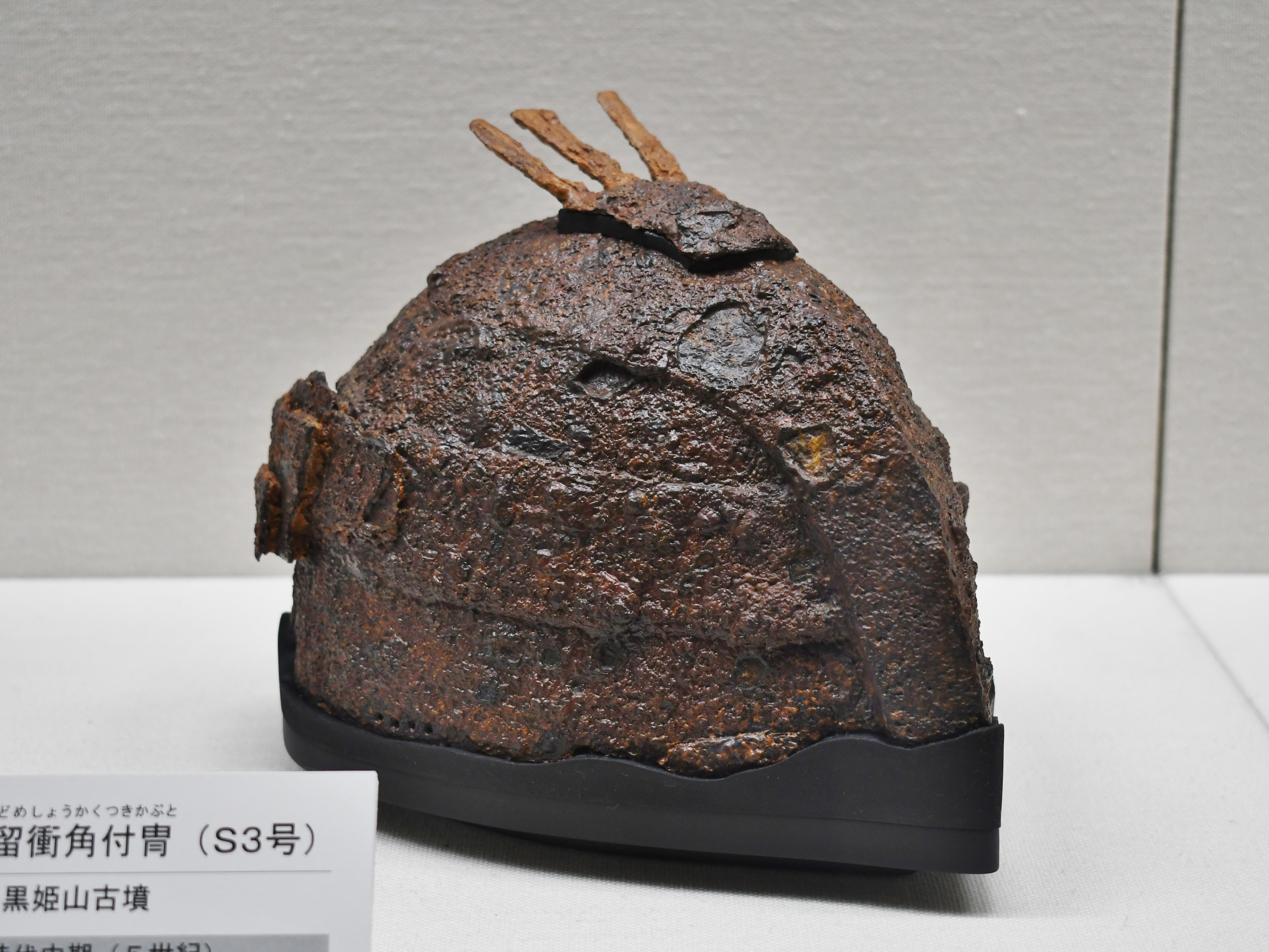
黒姫山古墳 衝角付冑S3号 大阪府堺市。堺市立みはら歴史博物館展示。
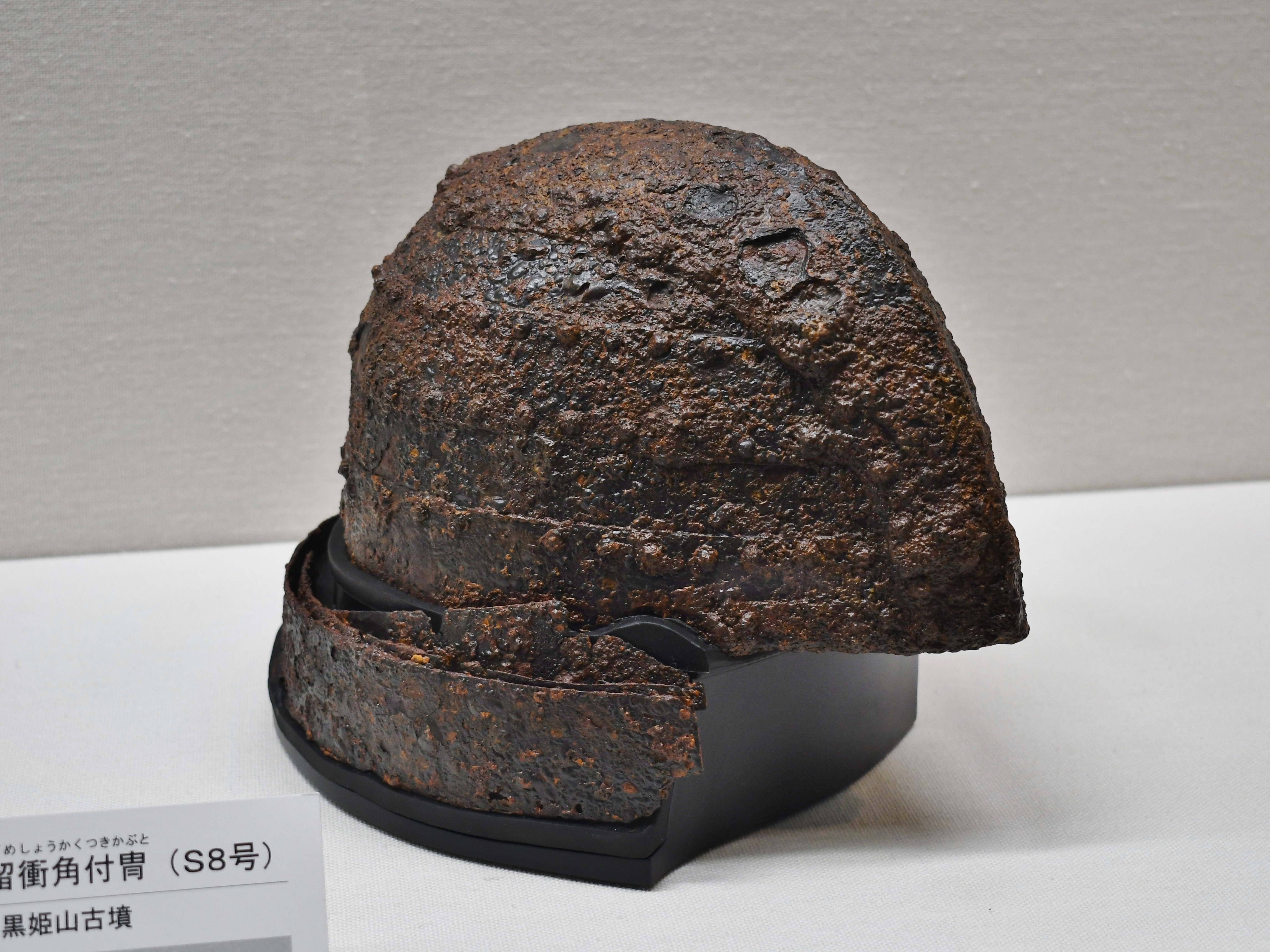
黒姫山古墳 衝角付冑S8号 大阪府堺市。堺市立みはら歴史博物館展示。
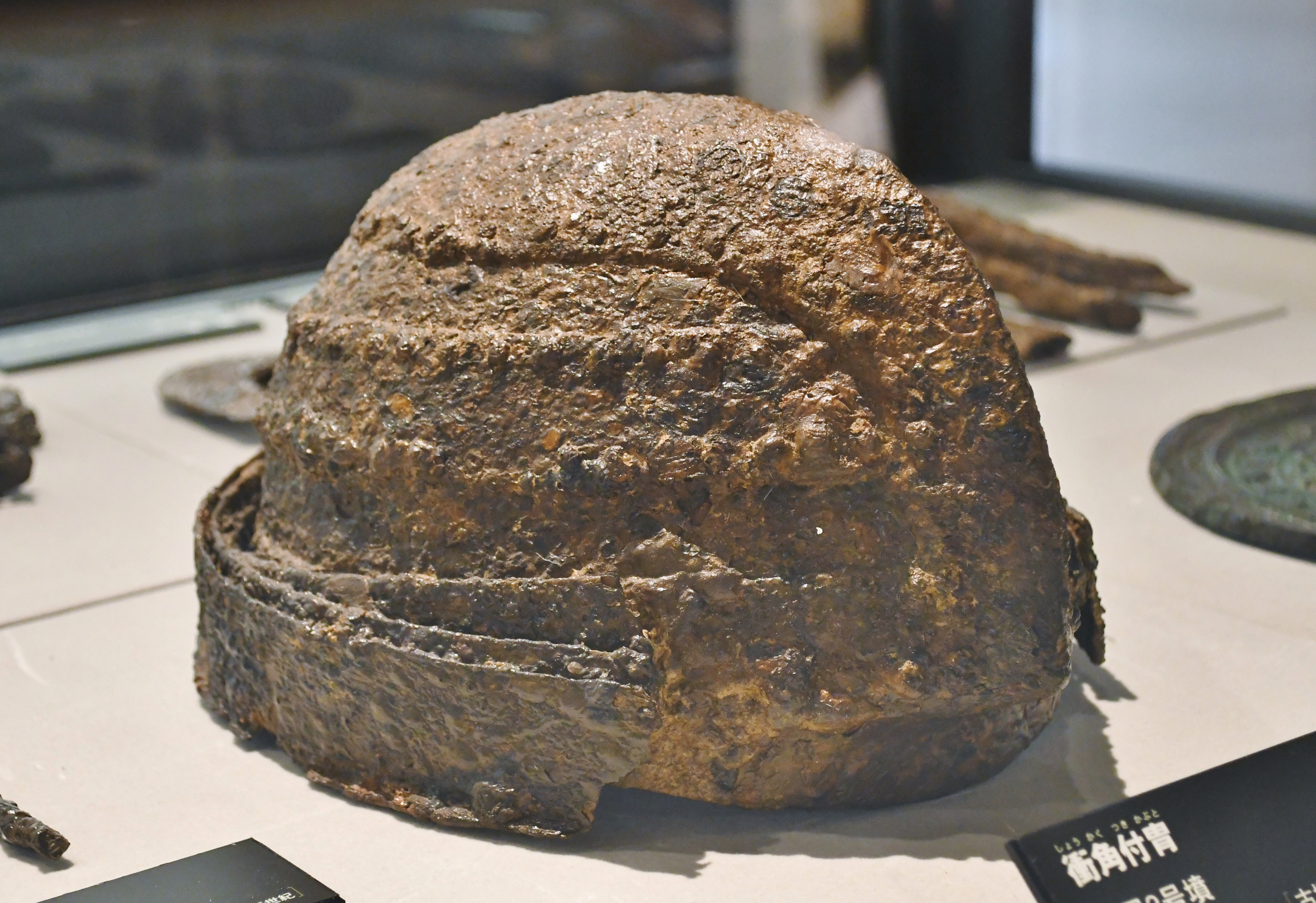
池尻2号墳 衝角付冑 兵庫県加古川市。加古川総合文化センター博物館展示。
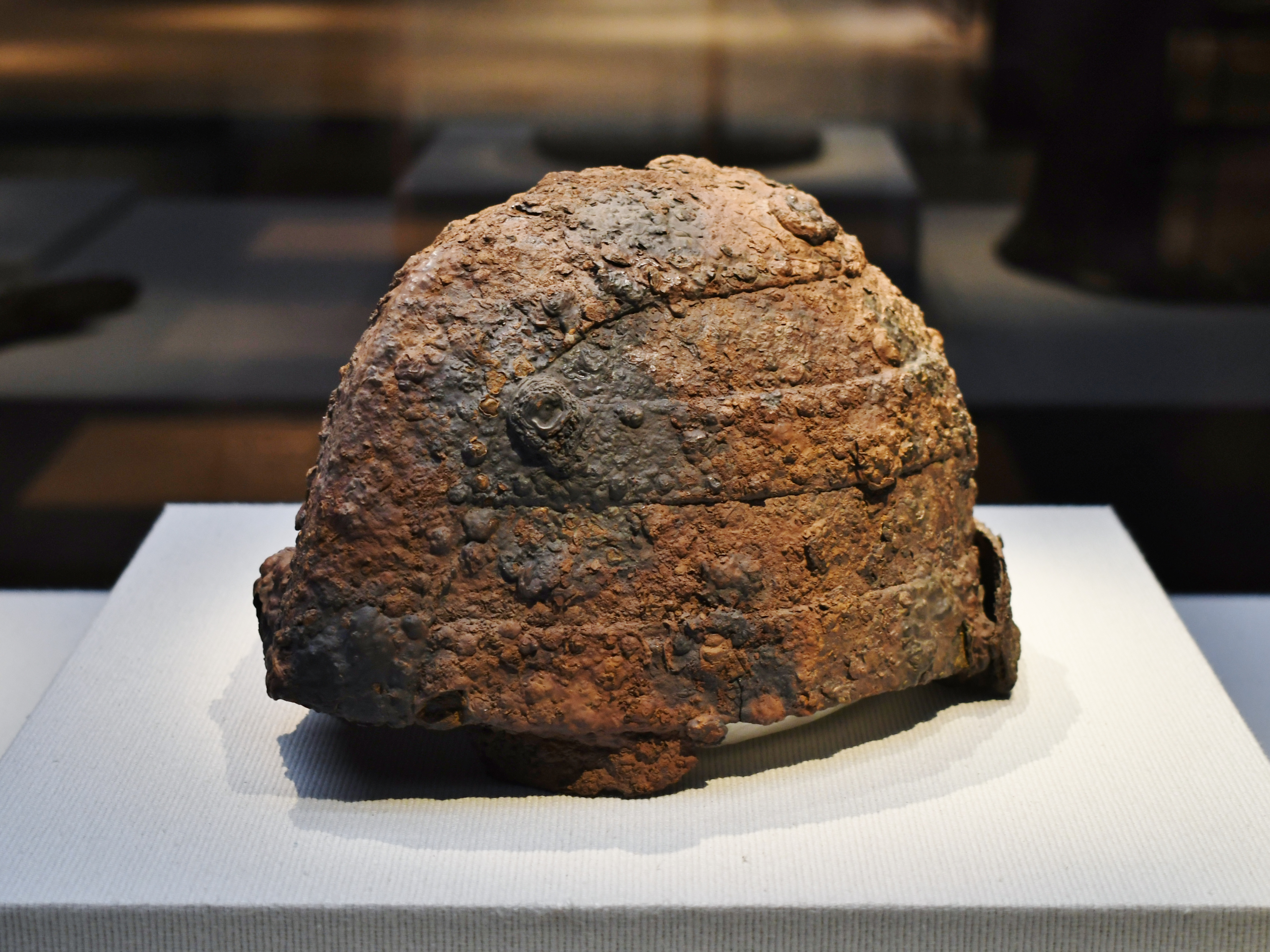
塚堂古墳 衝角付冑 福岡県うきは市。うきは市教育委員会蔵、九州国立博物館展示。
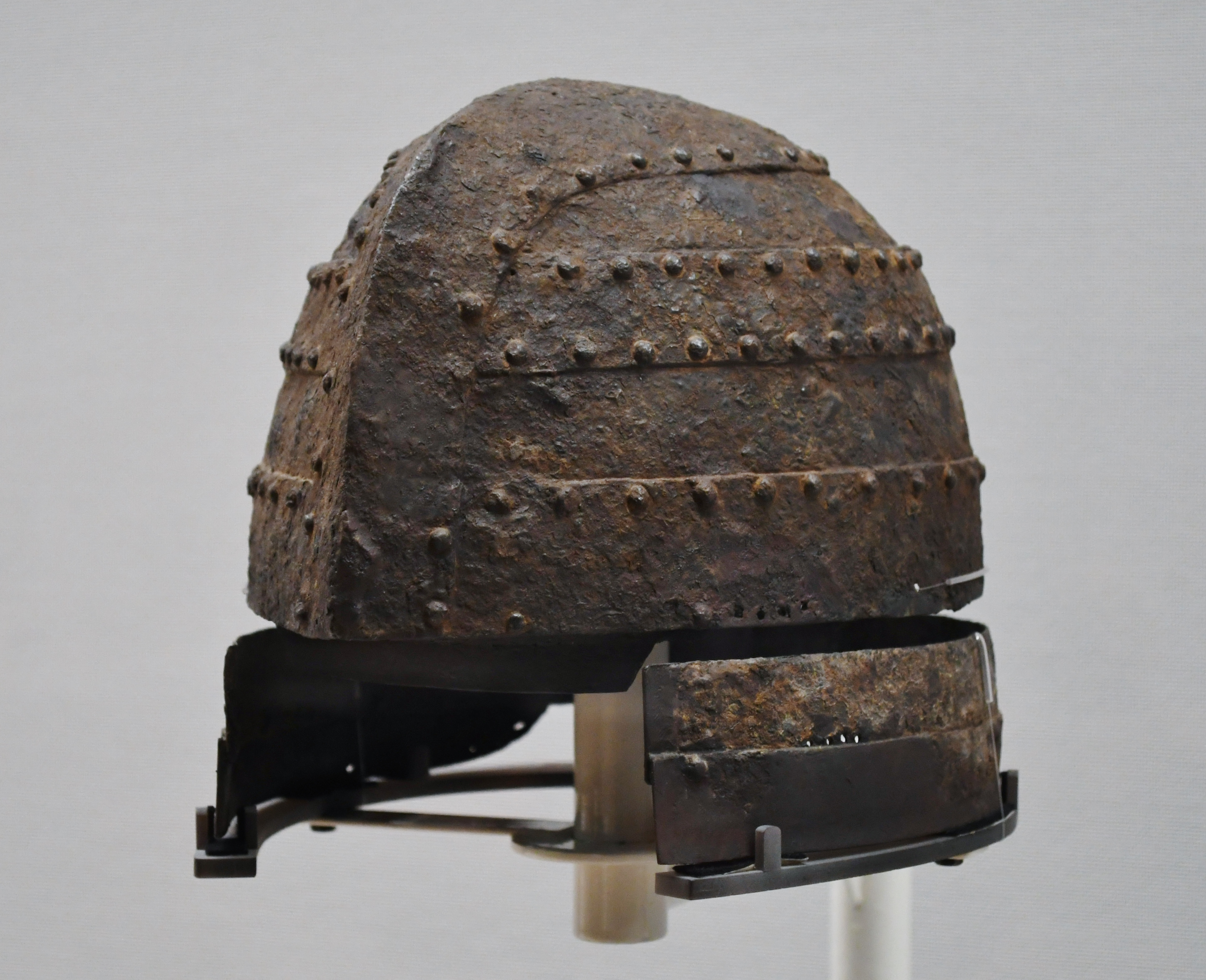
江田船山古墳 衝角付冑 熊本県和水町。東京国立博物館展示。
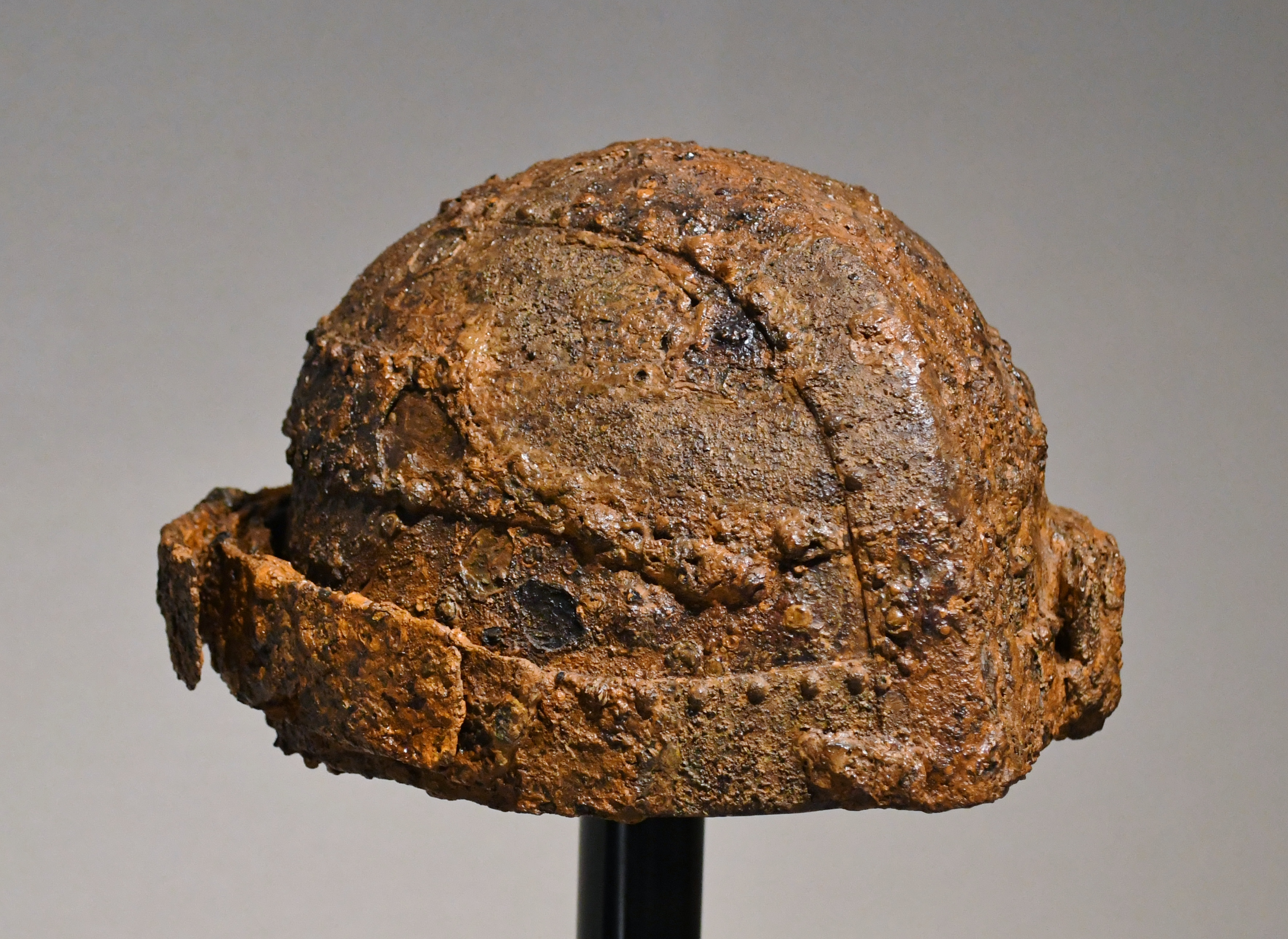
高霊池山洞32号墳 衝角付冑 韓国慶尚北道高霊郡。国立歴史民俗博物館企画展示時に撮影。

竪矧広板鋲留衝角付冑
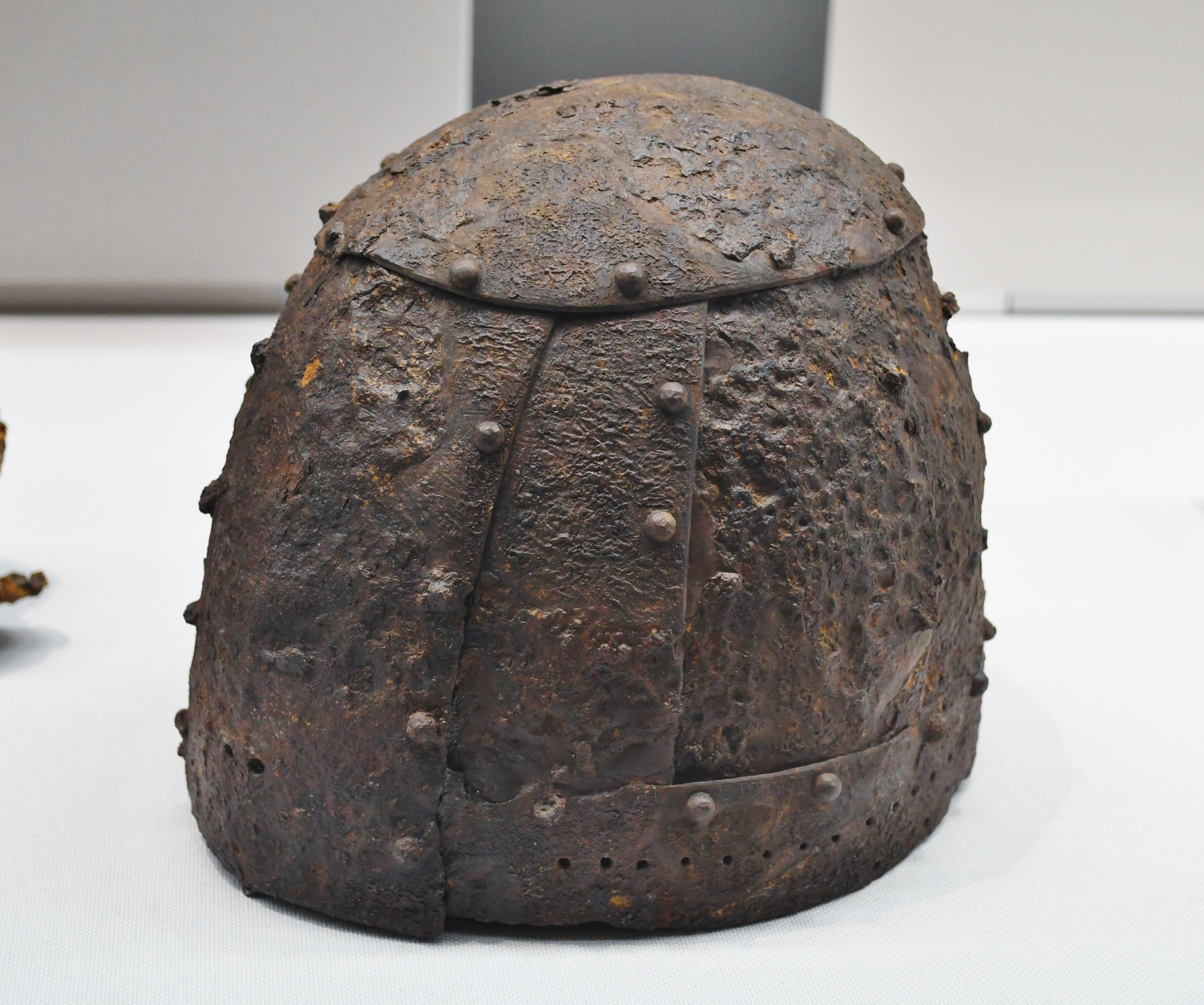
山王金冠塚古墳 衝角付冑 群馬県前橋市。東京国立博物館展示。
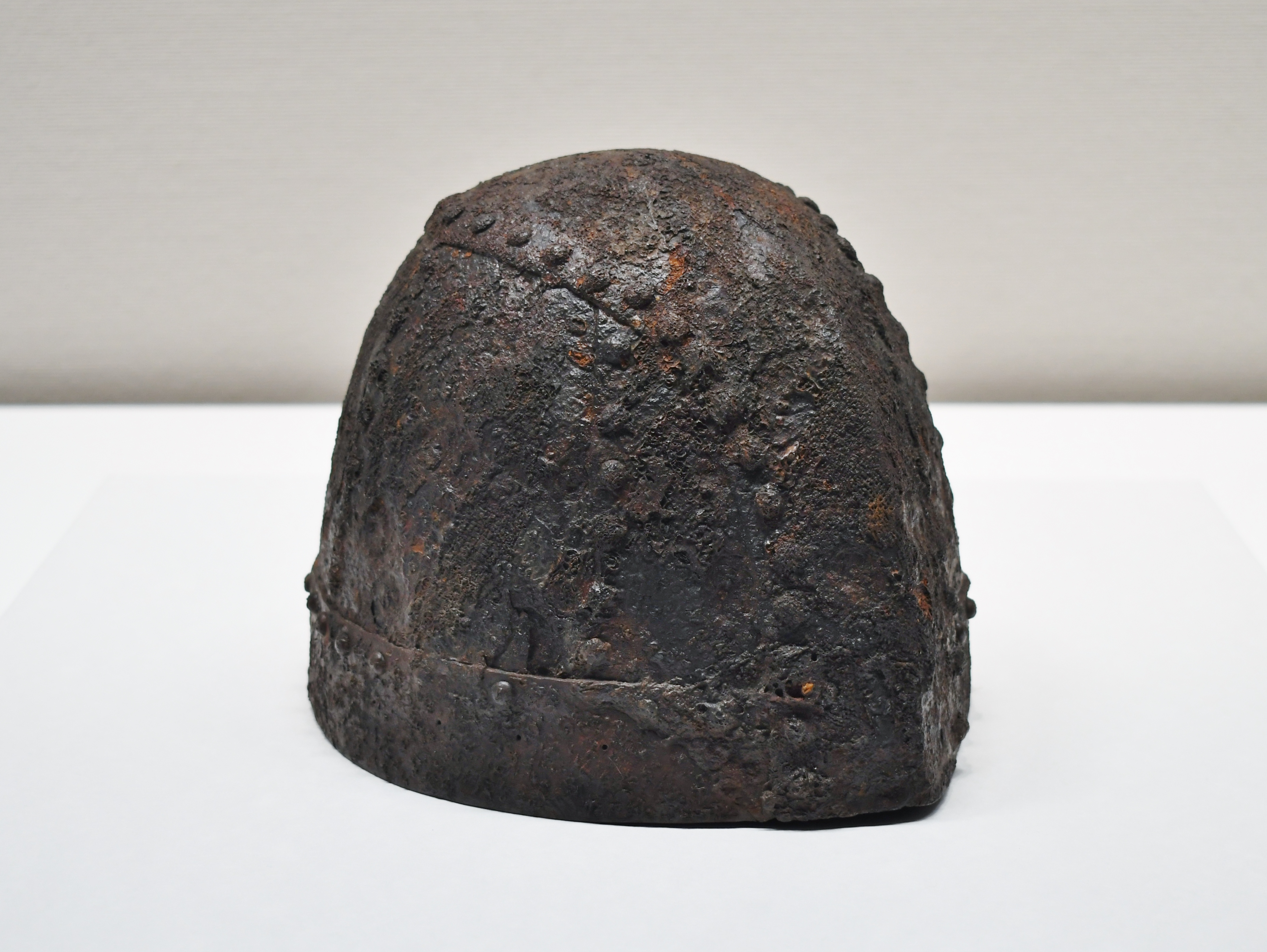
小見真観寺古墳 衝角付冑 埼玉県行田市。東京国立博物館蔵、九州国立博物館特別展示時に撮影。
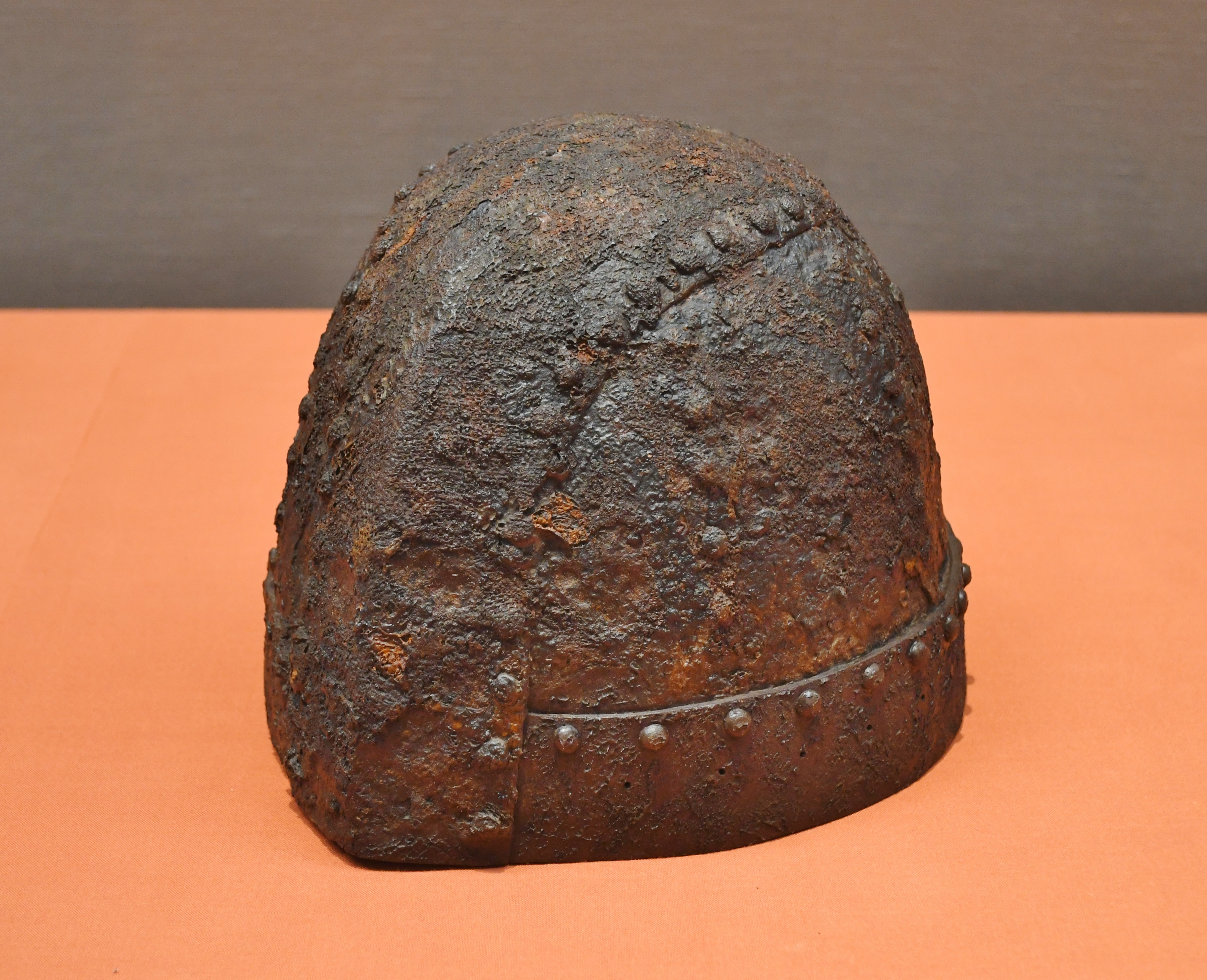
下金屋所在古墳 衝角付冑 埼玉県秩父市。東京国立博物館展示。
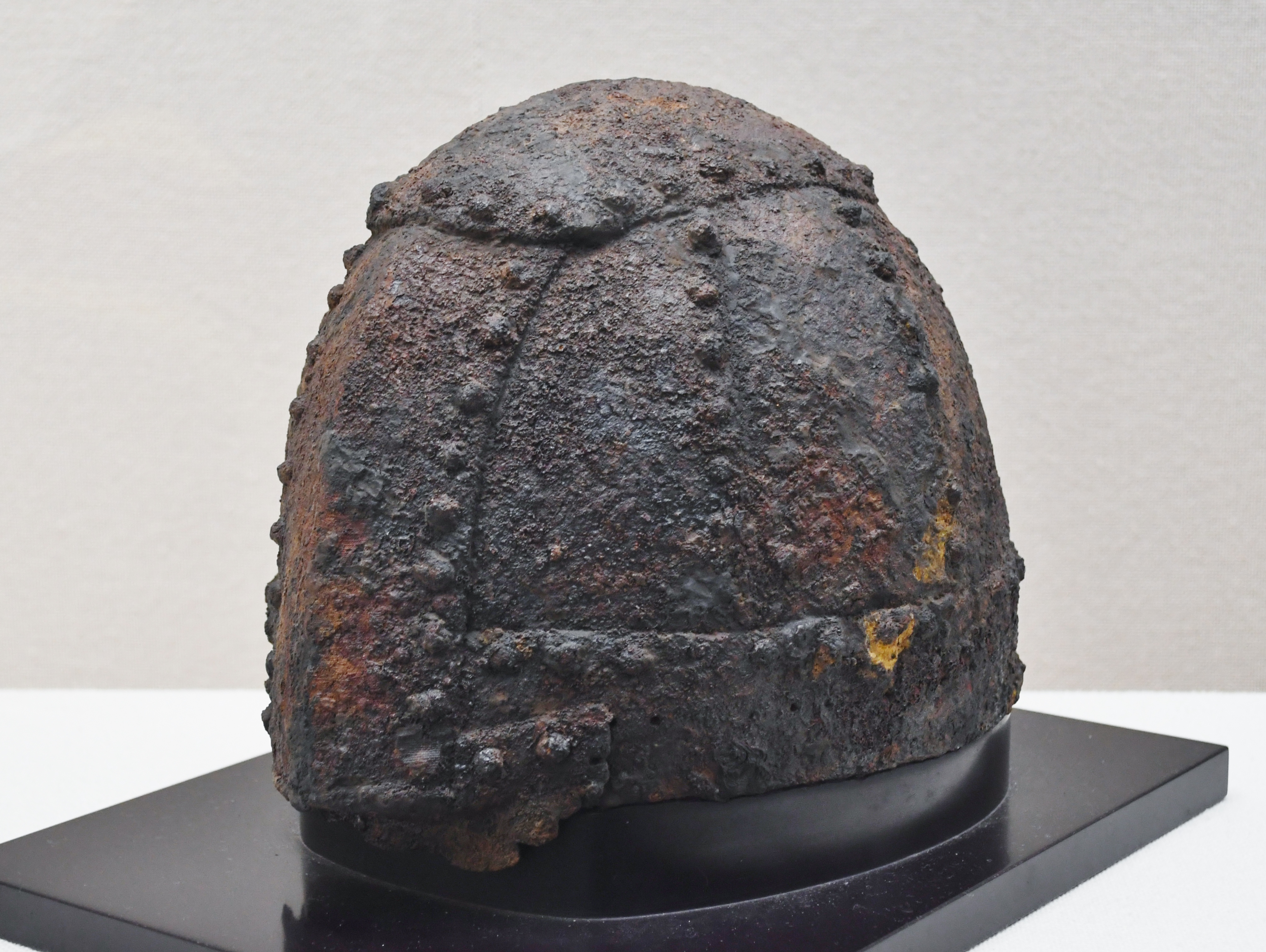
金鈴塚古墳 衝角付冑 千葉県木更津市。木更津市郷土博物館金のすず展示。
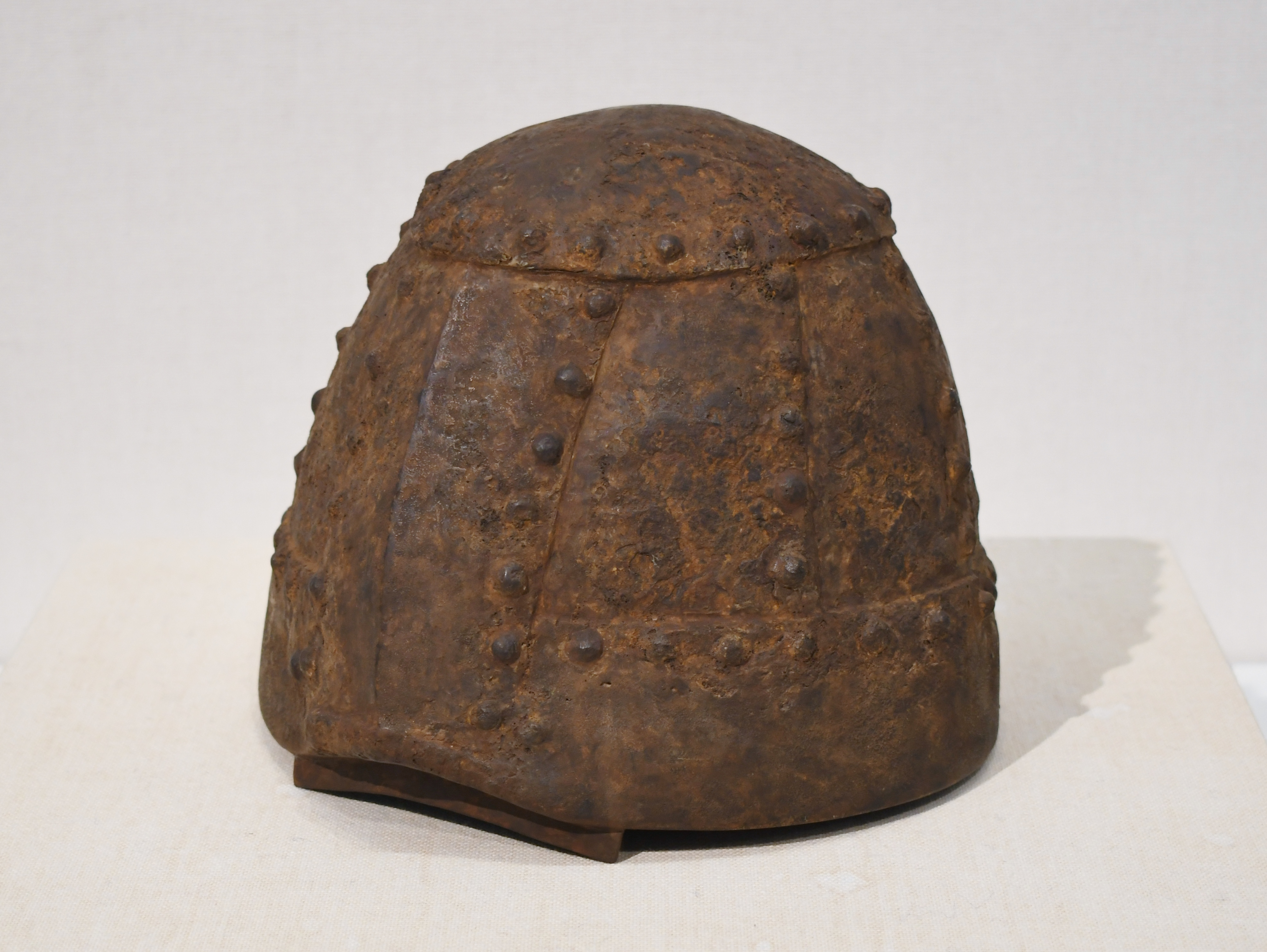
王墓山古墳 衝角付冑 岡山県倉敷市。東京国立博物館蔵、兵庫県立考古博物館企画展示時に撮影。

### その他

埴輪
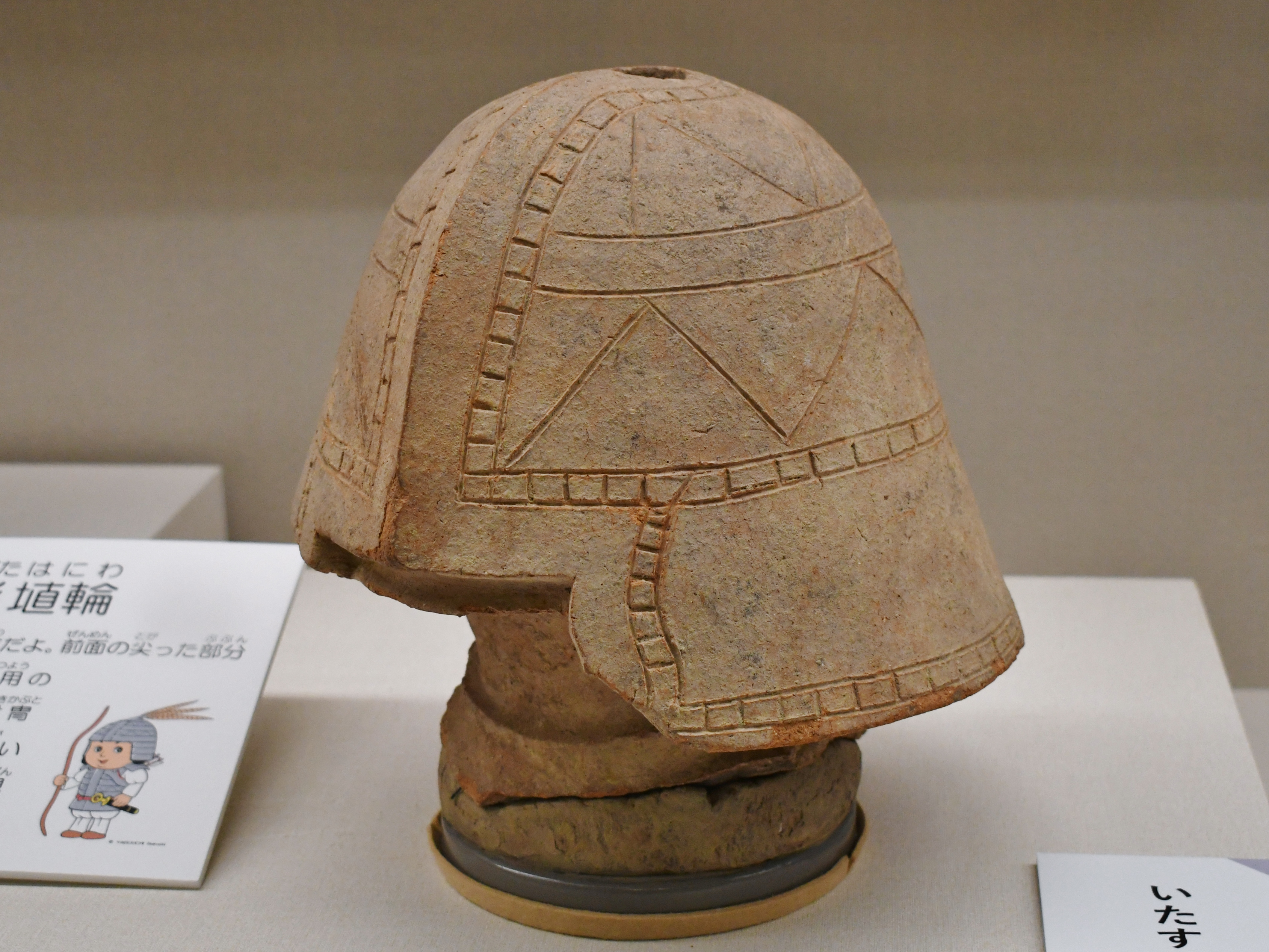
いたすけ古墳 衝角付冑形埴輪 大阪府堺市。堺市博物館展示。
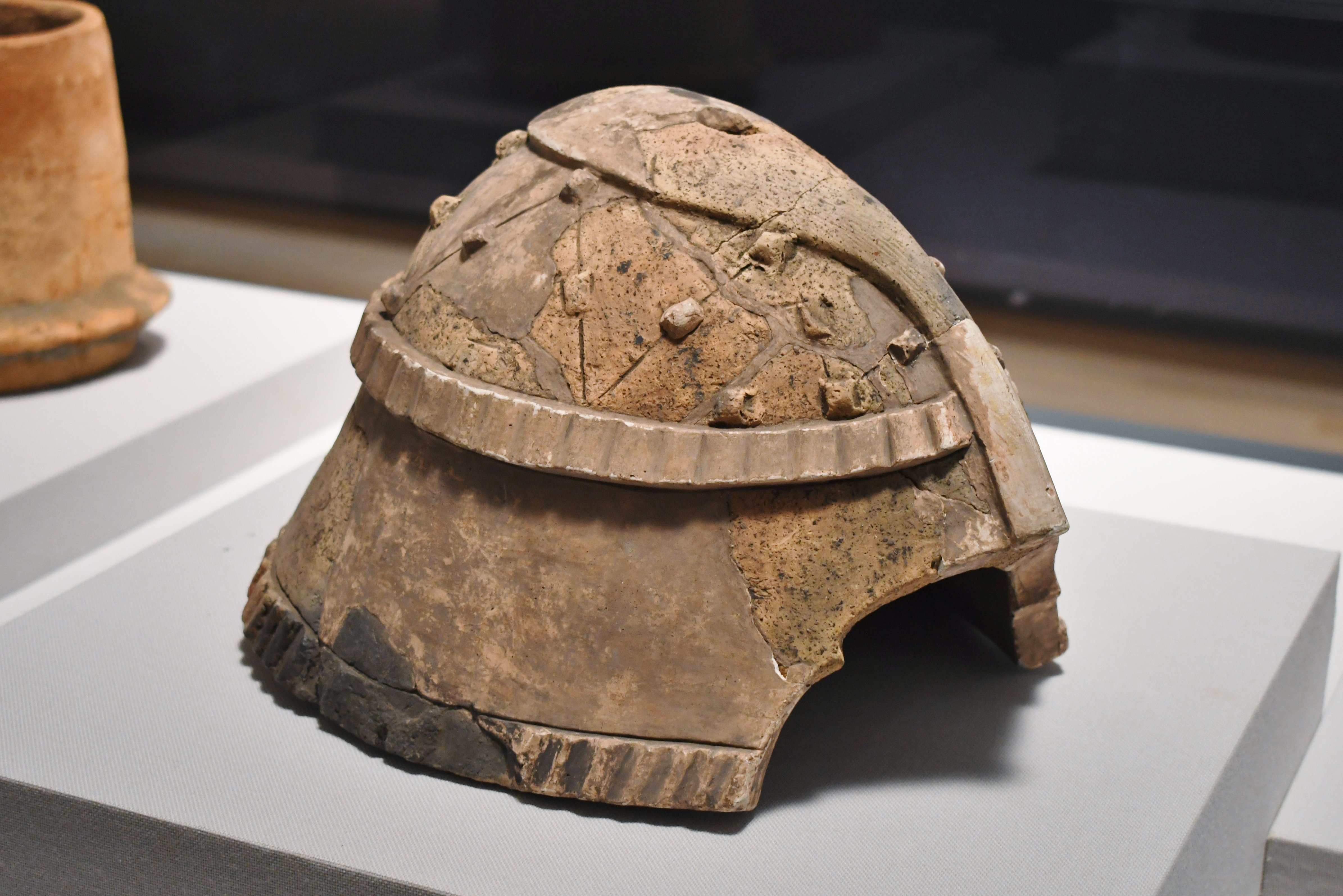
西都原169号墳 衝角付冑形埴輪 宮崎県西都市。東京国立博物館展示。